# Liste der Autorenbeteiligungen und Produktionen von Michael Holm
Dies ist eine Übersicht über die Autorenbeteiligungen und Produktionen des deutschen Liedtexters, Komponisten und Musikproduzenten Michael Holm sowie seiner Pseudonyme wie Sam Goldfield, Sam L. Goldfield, Samuel L. Goldfield oder Walter Rahnreb. Zu berücksichtigen ist, dass Hitmedleys, Remixe, Liveaufnahmen oder Neuaufnahmen des gleichen Interpreten nicht aufgeführt werden. Aufgrund der großen Datenmenge und zur besseren Übersicht werden nur relevante Coverversionen gelistet, die beispielsweise durch Charterfolg oder namhafte Interpretationen gekennzeichnet sind.

## ()
| Jahr | Titel                                                 | Interpret   | Autor                       | Produzent                   |
| ---- | ----------------------------------------------------- | ----------- | --------------------------- | --------------------------- |
| 1981 | (Ja wir machen) eine Reise durch den Teutoburger Wald | Kess & Tess | Grünes Häkchensymbol für ja |                             |
| 1972 | (Sweet Sixteen) You Know What I Mean                  | Spinach     | Grünes Häkchensymbol für ja | Grünes Häkchensymbol für ja |

## #
| Jahr | Titel                 | Interpret    | Autor                       | Produzent |
| ---- | --------------------- | ------------ | --------------------------- | --------- |
| 2013 | 1000 Wege             | Michael Holm | Grünes Häkchensymbol für ja |           |
| 1971 | 50 Mark in der Stunde | Martin Mann  | Grünes Häkchensymbol für ja |           |

## A
| Jahr | Titel                                          | Interpret                                 | Autor                       | Produzent                   |
| ---- | ---------------------------------------------- | ----------------------------------------- | --------------------------- | --------------------------- |
| 1969 | A Little Bit of This                           | Howard Carpendale                         | Grünes Häkchensymbol für ja |                             |
| 1972 | A Thousand Times a Day                         | Love and Tears                            |                             | Grünes Häkchensymbol für ja |
| 1998 | Aber bitte mit Sahne                           | Guildo Horn & die Orthopädischen Strümpfe |                             | Grünes Häkchensymbol für ja |
| 1983 | Aber dich gibt's nur einmal für mich           | Thomas Berger                             |                             | Grünes Häkchensymbol für ja |
| 1975 | Abschiedslied                                  | Mireille Mathieu                          | Grünes Häkchensymbol für ja |                             |
| 1971 | Action Man                                     | Spinach                                   | Grünes Häkchensymbol für ja | Grünes Häkchensymbol für ja |
| 1974 | Addio Goodbye                                  | Jürgen Drews                              | Grünes Häkchensymbol für ja |                             |
| 1976 | Addio Goodbye                                  | Mary Roos                                 | Grünes Häkchensymbol für ja | Grünes Häkchensymbol für ja |
| 1984 | Adieu, Marialena Bianca                        | G. G. Anderson                            | Grünes Häkchensymbol für ja |                             |
| 1969 | Adios Canarias                                 | Michael Holm & Joachim Heider             | Grünes Häkchensymbol für ja |                             |
| 1980 | AIE                                            | Roberta Kelly                             |                             | Grünes Häkchensymbol für ja |
| 1969 | Albatros-Melody                                | Michael Holm & Joachim Heider             | Grünes Häkchensymbol für ja |                             |
| 1980 | Alcatraz                                       | Cusco                                     |                             | Grünes Häkchensymbol für ja |
| 1967 | Alle Analphabeten – auf Plätze fertig los!     | Johnny Schilling                          | Grünes Häkchensymbol für ja |                             |
| 1968 | Alle drenge                                    | Dorthe                                    | Grünes Häkchensymbol für ja |                             |
| 1968 | Alle Mädchen                                   | Bernd Apitz                               | Grünes Häkchensymbol für ja |                             |
| 1974 | Alle Menschen wünschen sich ein Märchen        | Martin Mann                               | Grünes Häkchensymbol für ja | Grünes Häkchensymbol für ja |
| 1976 | Alle Menschen wünschen sich ein Märchen        | Michael Holm                              | Grünes Häkchensymbol für ja | Grünes Häkchensymbol für ja |
| 1977 | Allein mit dir                                 | Michael Holm                              | Grünes Häkchensymbol für ja | Grünes Häkchensymbol für ja |
| 1978 | Allein mit dir                                 | Roy Etzel                                 | Grünes Häkchensymbol für ja |                             |
| 2003 | Allein mit dir                                 | Roland Kaiser                             | Grünes Häkchensymbol für ja |                             |
| 1978 | Alles hab ich dir verziehen                    | Mary Roos                                 |                             | Grünes Häkchensymbol für ja |
| 1968 | Alles oder nichts                              | Siw Malmkvist                             | Grünes Häkchensymbol für ja |                             |
| 1965 | Alles tu' ich für Dich                         | Chris Andrews                             | Grünes Häkchensymbol für ja |                             |
| 1977 | Als der Sommer kam                             | Holger Thomas                             | Grünes Häkchensymbol für ja |                             |
| 1970 | Als ich noch ein Junge war (Das gehört zu mir) | Freddy                                    | Grünes Häkchensymbol für ja |                             |
| 1970 | Am Anfang war die Liebe                        | Mary Roos                                 | Grünes Häkchensymbol für ja | Grünes Häkchensymbol für ja |
| 1975 | Am Broadway                                    | Michael Holm                              | Grünes Häkchensymbol für ja | Grünes Häkchensymbol für ja |
| 1973 | Am Start war Pearly Spencer                    | Michael Holm                              | Grünes Häkchensymbol für ja | Grünes Häkchensymbol für ja |
| 1978 | Am Strand von Las Chapas                       | Christian Anders                          | Grünes Häkchensymbol für ja |                             |
| 1987 | Amazonas                                       | Cusco                                     | Grünes Häkchensymbol für ja | Grünes Häkchensymbol für ja |
| 1970 | America (Rhythm of Love)                       | Spinach                                   | Grünes Häkchensymbol für ja | Grünes Häkchensymbol für ja |
| 1972 | Amerika                                        | Peggy March                               |                             | Grünes Häkchensymbol für ja |
| 1972 | And Your Love Is                               | Love and Tears                            | Grünes Häkchensymbol für ja | Grünes Häkchensymbol für ja |
| 1987 | Andes                                          | Cusco                                     |                             | Grünes Häkchensymbol für ja |
| 1987 | Apurimac                                       | Cusco                                     | Grünes Häkchensymbol für ja | Grünes Häkchensymbol für ja |
| 1987 | Apurimac II                                    | Cusco                                     | Grünes Häkchensymbol für ja | Grünes Häkchensymbol für ja |
| 1977 | Arizona                                        | Michael Holm                              |                             | Grünes Häkchensymbol für ja |
| 1971 | Arizona Girl                                   | Michael Holm                              | Grünes Häkchensymbol für ja | Grünes Häkchensymbol für ja |
| 1970 | Arizona Man                                    | Mary Roos                                 |                             | Grünes Häkchensymbol für ja |
| 1987 | Atahualpa – The Last Inca                      | Cusco                                     |                             | Grünes Häkchensymbol für ja |
| 1976 | Auch morgen schlägt mein Herz für dich         | Mary Roos                                 |                             | Grünes Häkchensymbol für ja |
| 1971 | Auf den Spuren des Glücks                      | Mary Roos                                 | Grünes Häkchensymbol für ja |                             |
| 1979 | Auf der Straße ohne Ziel                       | Lena Valaitis                             |                             | Grünes Häkchensymbol für ja |
| 1972 | Auf Wiederseh'n und gute Nacht                 | Peggy March                               | Grünes Häkchensymbol für ja |                             |
| 1974 | Auf Wiederseh'n und gute Nacht                 | Dieter Thomas Heck                        | Grünes Häkchensymbol für ja |                             |
| 1979 | Autostop                                       | Patty Pravo                               |                             | Grünes Häkchensymbol für ja |

## B
| Jahr | Titel                                      | Interpret                                                  | Autor                       | Produzent                   |
| ---- | ------------------------------------------ | ---------------------------------------------------------- | --------------------------- | --------------------------- |
| 1976 | Baby (Es tut weh)                          | Mary Roos                                                  | Grünes Häkchensymbol für ja | Grünes Häkchensymbol für ja |
| 1988 | Baby Jane                                  | Nino de Angelo                                             | Grünes Häkchensymbol für ja |                             |
| 1972 | Baby, du bist nicht alleine                | Michael Holm                                               | Grünes Häkchensymbol für ja | Grünes Häkchensymbol für ja |
| 1974 | Baby, du bist nicht alleine                | Tom Astor                                                  | Grünes Häkchensymbol für ja |                             |
| 1974 | Baby, du bist nicht alleine                | Bata Illic                                                 | Grünes Häkchensymbol für ja |                             |
| 1997 | Baby, du bist nicht alleine                | Guildo Horn & die Orthopädischen Strümpfe mit Michael Holm | Grünes Häkchensymbol für ja | Grünes Häkchensymbol für ja |
| 1973 | Baby, ich such nach dir                    | Michael Holm                                               | Grünes Häkchensymbol für ja |                             |
| 1974 | Barbara                                    | Martin Mann                                                |                             | Grünes Häkchensymbol für ja |
| 1969 | Barfuß im Regen                            | Michael Holm                                               | Grünes Häkchensymbol für ja | Grünes Häkchensymbol für ja |
| 1972 | Barfuß im Regen                            | Leinemann                                                  | Grünes Häkchensymbol für ja |                             |
| 2007 | Barfuß im Regen                            | Dieter Thomas Kuhn & Band                                  | Grünes Häkchensymbol für ja |                             |
| 2010 | Barfuß im Regen                            | Gregor Glanz                                               | Grünes Häkchensymbol für ja |                             |
| 2015 | Barfuß im Regen                            | Klee                                                       | Grünes Häkchensymbol für ja |                             |
| 2017 | Barfuß im Regen                            | Ross Antony                                                | Grünes Häkchensymbol für ja |                             |
| 1973 | Bind' ein blaues Band um unsr'n Birkenbaum | Peter Alexander                                            | Grünes Häkchensymbol für ja |                             |
| 1973 | Bind' ein blaues Band um unsr'n Birkenbaum | Martin Mann                                                | Grünes Häkchensymbol für ja | Grünes Häkchensymbol für ja |
| 1974 | Bind' ein blaues Band um unsr'n Birkenbaum | Bata Illic                                                 | Grünes Häkchensymbol für ja |                             |
| 1971 | Bitte bleib ein bißchen länger Mary Ann    | Michael Holm                                               | Grünes Häkchensymbol für ja |                             |
| 1973 | Black Jack                                 | Michael Holm                                               | Grünes Häkchensymbol für ja | Grünes Häkchensymbol für ja |
| 1973 | Blaue Stunden für uns beide                | Bata Illic                                                 | Grünes Häkchensymbol für ja |                             |
| 1970 | Blauer Montag                              | Mary Roos                                                  | Grünes Häkchensymbol für ja | Grünes Häkchensymbol für ja |
| 1979 | Blauer Montag                              | Tony Holiday                                               | Grünes Häkchensymbol für ja |                             |
| 1975 | Bleib' bei mir diese Nacht                 | Michael Holm                                               | Grünes Häkchensymbol für ja |                             |
| 1967 | Bleib' doch steh'n                         | Anna-Lena                                                  | Grünes Häkchensymbol für ja |                             |
| 1970 | Bleib' nicht einsam heut' nacht            | Erik Silvester                                             | Grünes Häkchensymbol für ja | Grünes Häkchensymbol für ja |
| 1971 | Borriquito                                 | Rex Gildo                                                  | Grünes Häkchensymbol für ja |                             |
| 1976 | Brasil und die Nacht                       | Rex Gildo                                                  | Grünes Häkchensymbol für ja |                             |
| 1975 | Bridge of Love                             | Joy Fleming                                                | Grünes Häkchensymbol für ja |                             |
| 1965 | Bring Grüsse zu Mary                       | Drafi Deutscher                                            | Grünes Häkchensymbol für ja |                             |
| 1976 | Bring mich heim, du weite Straße           | Michael Holm                                               | Grünes Häkchensymbol für ja | Grünes Häkchensymbol für ja |
| 1972 | Brücke von San Francisco                   | Martin Mann                                                | Grünes Häkchensymbol für ja | Grünes Häkchensymbol für ja |
| 1978 | Bulldozer                                  | Thomas Oliver                                              | Grünes Häkchensymbol für ja |                             |
| 1989 | Bur Said                                   | Cusco                                                      |                             | Grünes Häkchensymbol für ja |

## C
| Jahr | Titel                | Interpret         | Autor                       | Produzent                   |
| ---- | -------------------- | ----------------- | --------------------------- | --------------------------- |
| 1974 | Cadillac (fahr weg)  | Jutta Weinhold    | Grünes Häkchensymbol für ja | Grünes Häkchensymbol für ja |
| 1979 | Calico Girl          | 2 plus 1          |                             | Grünes Häkchensymbol für ja |
| 1969 | California           | Howard Carpendale | Grünes Häkchensymbol für ja |                             |
| 1971 | California Nacht     | Mary Roos         | Grünes Häkchensymbol für ja |                             |
| 1968 | Carneval in Caracas  | Siw Malmkvist     | Grünes Häkchensymbol für ja |                             |
| 1978 | Carrie Ann           | Tony Bell         |                             | Grünes Häkchensymbol für ja |
| 1980 | Catalina             | Cusco             | Grünes Häkchensymbol für ja | Grünes Häkchensymbol für ja |
| 1970 | Cecilia              | Martin Mann       | Grünes Häkchensymbol für ja | Grünes Häkchensymbol für ja |
| 1976 | C'est la vie         | Karel Gott        | Grünes Häkchensymbol für ja |                             |
| 1972 | Chim Chim Cheree     | Peggy March       |                             | Grünes Häkchensymbol für ja |
| 1974 | Cindy Lou            | Love and Tears    |                             | Grünes Häkchensymbol für ja |
| 1977 | Colorado (Desperado) | Michael Holm      | Grünes Häkchensymbol für ja | Grünes Häkchensymbol für ja |
| 1977 | Country Boy          | Mary Roos         | Grünes Häkchensymbol für ja | Grünes Häkchensymbol für ja |
| 1981 | Country Hits on 45   | Tom Astor         | Grünes Häkchensymbol für ja |                             |
| 1979 | Cry Cry Gotta Worry  | Patty Pravo       |                             | Grünes Häkchensymbol für ja |

## D
| Jahr | Titel                                                   | Interpret                                 | Autor                       | Produzent                   |
| ---- | ------------------------------------------------------- | ----------------------------------------- | --------------------------- | --------------------------- |
| 1973 | Da war meine Liebe schon vorbei                         | Heidi Brühl                               | Grünes Häkchensymbol für ja |                             |
| 1976 | Dänen lügen nicht                                       | Otto                                      | Grünes Häkchensymbol für ja |                             |
| 1997 | Danke!                                                  | Guildo Horn & die Orthopädischen Strümpfe |                             | Grünes Häkchensymbol für ja |
| 1977 | Dann werde ich versuchen nicht zu weinen                | Mary Roos                                 |                             | Grünes Häkchensymbol für ja |
| 1961 | Darum bleib' ich bei dir                                | Michael Holm                              | Grünes Häkchensymbol für ja |                             |
| 1977 | Darum lege ich meinen Arm um dich                       | Mireille Mathieu                          | Grünes Häkchensymbol für ja |                             |
| 1973 | Das alte Lied vom Glück                                 | Peggy March                               |                             | Grünes Häkchensymbol für ja |
|      | Das beste an dir                                        | Michael Holm                              | Grünes Häkchensymbol für ja |                             |
| 1971 | Das gewisse Etwas                                       | Martin Mann                               | Grünes Häkchensymbol für ja | Grünes Häkchensymbol für ja |
| 1970 | Das ist die Ruhe vor dem Sturm                          | Martin Mann                               | Grünes Häkchensymbol für ja | Grünes Häkchensymbol für ja |
|      | Das ist unmöglich                                       | Sandie Shaw                               | Grünes Häkchensymbol für ja |                             |
| 1972 | Das Leben ist schön                                     | Martin Mann                               | Grünes Häkchensymbol für ja | Grünes Häkchensymbol für ja |
| 1979 | Das Leben ist wie ein Kalender                          | Lena Valaitis                             |                             | Grünes Häkchensymbol für ja |
| 1961 | Das Lied von der Liebe                                  | Michael Holm                              | Grünes Häkchensymbol für ja |                             |
| 1997 | Das schönste Lied kennt Guildo Horn                     | Guildo Horn & die Orthopädischen Strümpfe |                             | Grünes Häkchensymbol für ja |
| 1964 | Das sind die einsamen Jahre                             | Drafi Deutscher and His Magics            | Grünes Häkchensymbol für ja |                             |
| 1973 | Das sind die Träume, die man so träumt                  | Peggy March                               | Grünes Häkchensymbol für ja | Grünes Häkchensymbol für ja |
| 1973 | Das weiß der Himmel allein                              | Ramona                                    | Grünes Häkchensymbol für ja |                             |
| 2014 | Das weiß der Himmel allein                              | Gina                                      | Grünes Häkchensymbol für ja |                             |
| 1982 | De nacht heeft duizend ogen                             | Liesbeth List                             | Grünes Häkchensymbol für ja |                             |
| 1968 | Dein Glück ist mein Glück                               | Anna-Lena                                 | Grünes Häkchensymbol für ja |                             |
| 1970 | Dein Haus muß kein Traumschloß sein                     | Anna-Lena                                 | Grünes Häkchensymbol für ja |                             |
| 1969 | Dein Herz gehört der Andern                             | Anna-Lena                                 | Grünes Häkchensymbol für ja |                             |
| 1973 | Delta Dawn                                              | Bruce Low                                 |                             | Grünes Häkchensymbol für ja |
| 1967 | Denk' nach                                              | Sven Jenssen                              | Grünes Häkchensymbol für ja |                             |
| 1961 | Denk nicht mehr daran, o Cowboy                         | Michael Holm                              | Grünes Häkchensymbol für ja |                             |
| 1979 | Denn er ist ein Spieler                                 | Ricky Shayne                              | Grünes Häkchensymbol für ja |                             |
| 1976 | Der Abend schenkt …                                     | Andreas Mathei                            | Grünes Häkchensymbol für ja |                             |
| 1966 | Der Anfang vom Ende                                     | Michael Holm                              | Grünes Häkchensymbol für ja |                             |
| 1970 | Der Condor zieht                                        | Bata Illic                                | Grünes Häkchensymbol für ja |                             |
| 1970 | Der Condor zieht                                        | Bernd Spier                               | Grünes Häkchensymbol für ja |                             |
| 1970 | Der Condor zieht                                        | Mary Roos                                 | Grünes Häkchensymbol für ja | Grünes Häkchensymbol für ja |
| 1978 | Der dunkle Schatten                                     | Mary Roos                                 |                             | Grünes Häkchensymbol für ja |
| 1998 | Der Mann im Mond                                        | Guildo Horn & die Orthopädischen Strümpfe | Grünes Häkchensymbol für ja | Grünes Häkchensymbol für ja |
| 1971 | Der Mann ohne Namen                                     | Michael Holm                              | Grünes Häkchensymbol für ja |                             |
| 1971 | Der schwarze Mann auf dem Dach                          | Manuela                                   | Grünes Häkchensymbol für ja |                             |
| 1975 | Der Sommer auf dem Land                                 | Peppermint                                | Grünes Häkchensymbol für ja | Grünes Häkchensymbol für ja |
| 1976 | Der Sommer kam zu mir                                   | Ireen Sheer                               | Grünes Häkchensymbol für ja |                             |
| 1986 | Der Tag, an dem die Liebe und die Zärtlichkeit entstand | G. G. Anderson                            | Grünes Häkchensymbol für ja |                             |
| 1989 | Der Zauber                                              | Cusco                                     |                             | Grünes Häkchensymbol für ja |
| 1968 | Desert Island                                           | Peter Moesser's Music                     | Grünes Häkchensymbol für ja |                             |
| 1980 | Desert Island                                           | Cusco                                     |                             | Grünes Häkchensymbol für ja |
| 1977 | Desperado                                               | Michael Holm                              | Grünes Häkchensymbol für ja | Grünes Häkchensymbol für ja |
| 1972 | Diana                                                   | Love and Tears                            |                             | Grünes Häkchensymbol für ja |
| 1976 | Die Einsamkeit in meinem Zimmer                         | Mary Roos                                 | Grünes Häkchensymbol für ja | Grünes Häkchensymbol für ja |
| 1977 | Die erste Begegnung                                     | Mary Roos                                 | Grünes Häkchensymbol für ja | Grünes Häkchensymbol für ja |
| 1975 | Die grosse Hitparaden-Parodie                           | Adam und die Micky's                      | Grünes Häkchensymbol für ja |                             |
| 1976 | Die jungen Jahre geh'n                                  | Marion & Anthony                          | Grünes Häkchensymbol für ja |                             |
| 1975 | Die kleinen Dinge des Lebens                            | Dieter Thomas Heck                        | Grünes Häkchensymbol für ja | Grünes Häkchensymbol für ja |
| 1977 | Die Lichter meiner Straße                               | Rex Gildo                                 | Grünes Häkchensymbol für ja |                             |
| 1972 | Die Liebe kommt leis'                                   | Mary Roos                                 | Grünes Häkchensymbol für ja |                             |
| 1976 | Die Liebe macht blind                                   | Mario Aita                                | Grünes Häkchensymbol für ja |                             |
| 1981 | Die Nacht hat 1000 Augen                                | Michael Holm                              | Grünes Häkchensymbol für ja |                             |
| 1975 | Die Nacht zeigt nicht jedem ihr Gesicht                 | Joy Fleming                               | Grünes Häkchensymbol für ja |                             |
| 1975 | Die Nacht zeigt nicht jedem ihr Gesicht                 | Michael Holm                              | Grünes Häkchensymbol für ja | Grünes Häkchensymbol für ja |
| 1970 | Die Ruhe vor dem Sturm                                  | Martin Mann                               | Grünes Häkchensymbol für ja | Grünes Häkchensymbol für ja |
| 1965 | Die Sonne grüßt am Horizont                             | The Blue Brothers                         | Grünes Häkchensymbol für ja |                             |
| 1972 | Die Stadt im Meer                                       | Peggy March                               |                             | Grünes Häkchensymbol für ja |
| 1989 | Die Wasser von Cesme                                    | Cusco                                     | Grünes Häkchensymbol für ja | Grünes Häkchensymbol für ja |
| 2009 | Dieser Blues                                            | Michael Holm                              | Grünes Häkchensymbol für ja |                             |
| 1979 | Dimensione                                              | Patty Pravo                               |                             | Grünes Häkchensymbol für ja |
| 1976 | Disco Lady Lou                                          | Michael Holm                              | Grünes Häkchensymbol für ja | Grünes Häkchensymbol für ja |
| 1977 | Do Ya Love                                              | Michael Holm                              | Grünes Häkchensymbol für ja | Grünes Häkchensymbol für ja |
| 1967 | Doch das werd' ich dir verzeih'n                        | Anna-Lena                                 | Grünes Häkchensymbol für ja |                             |
| 1978 | Doch mich selber kenn ich nicht                         | Mary Roos                                 |                             | Grünes Häkchensymbol für ja |
| 2001 | Doch mich selber kenn ich nicht                         | Leonard                                   | Grünes Häkchensymbol für ja |                             |
| 1973 | Doch sie schaut immer vorbei                            | Michael Holm                              | Grünes Häkchensymbol für ja | Grünes Häkchensymbol für ja |
| 1969 | Dog Washing                                             | Michael Holm & Joachim Heider             | Grünes Häkchensymbol für ja |                             |
| 1968 | Dondolo                                                 | Rex Gildo                                 | Grünes Häkchensymbol für ja |                             |
| 1979 | Donna Do You Wanna?                                     | Patty Pravo                               |                             | Grünes Häkchensymbol für ja |
| 1989 | Don't Ever Lose the Flame                               | Nino de Angelo                            | Grünes Häkchensymbol für ja |                             |
| 1973 | Don't You Worry                                         | Spinach                                   | Grünes Häkchensymbol für ja | Grünes Häkchensymbol für ja |
| 1972 | Down by the Lazy River / Son of My Father               | Love Generation                           | Grünes Häkchensymbol für ja |                             |
| 1969 | Du bist das Glück für mich                              | Roberto Blanco                            | Grünes Häkchensymbol für ja |                             |
| 1977 | Du gehst an mir vorbei                                  | Paola                                     | Grünes Häkchensymbol für ja |                             |
| 1966 | Du gehst vorbei                                         | Nina Lizell                               | Grünes Häkchensymbol für ja |                             |
| 1978 | Du kommst, gehst – bleib doch für immer                 | Wolfgang Emperhoff                        | Grünes Häkchensymbol für ja | Grünes Häkchensymbol für ja |
| 1973 | Du liegst neben mir                                     | Michael Holm                              | Grünes Häkchensymbol für ja | Grünes Häkchensymbol für ja |
| 1971 | Du spielst doch nur mit mir                             | Martin Mann                               | Grünes Häkchensymbol für ja | Grünes Häkchensymbol für ja |
| 1971 | Du weinst um mich (I Will Return)                       | Michael Holm                              | Grünes Häkchensymbol für ja | Grünes Häkchensymbol für ja |
| 1974 | Du, heute bin ich noch frei                             | Peter Maffay                              | Grünes Häkchensymbol für ja |                             |

## E
| Jahr | Titel                                                                  | Interpret                                                      | Autor                       | Produzent                   |
| ---- | ---------------------------------------------------------------------- | -------------------------------------------------------------- | --------------------------- | --------------------------- |
| 1979 | Easy Come, Easy Go                                                     | 2 plus 1                                                       |                             | Grünes Häkchensymbol für ja |
| 1979 | Easy Come, Easy Go                                                     | Lena Valaitis (Liedtitel: Easy Come, Easy Go)                  |                             | Grünes Häkchensymbol für ja |
| 1970 | Eifersucht tut weh                                                     | Martin Mann                                                    | Grünes Häkchensymbol für ja | Grünes Häkchensymbol für ja |
| 1976 | Ein Bild kann nicht lachen so wie du                                   | Peter Maffay                                                   | Grünes Häkchensymbol für ja |                             |
| 1975 | Ein großer Garten ist diese Welt                                       | Michael Holm                                                   | Grünes Häkchensymbol für ja | Grünes Häkchensymbol für ja |
| 1968 | Ein Happy-End in Dixieland                                             | Jacob Sisters                                                  | Grünes Häkchensymbol für ja |                             |
| 1967 | Ein Junggeselle weniger                                                | Siw Malmkvist                                                  | Grünes Häkchensymbol für ja |                             |
| 1977 | Ein Komödiant ist jeder Mann                                           | Mary Roos                                                      |                             | Grünes Häkchensymbol für ja |
| 1975 | Ein Lied kann eine Brücke sein                                         | Joy Fleming                                                    | Grünes Häkchensymbol für ja |                             |
| 1998 | Ein Lied kann eine Brücke sein                                         | Guildo Horn & die Orthopädischen Strümpfe                      | Grünes Häkchensymbol für ja | Grünes Häkchensymbol für ja |
| 2000 | Ein Lied kann eine Brücke sein                                         | Karel Gott                                                     | Grünes Häkchensymbol für ja |                             |
| 2012 | Ein Lied kann eine Brücke sein                                         | Dieter Thomas Kuhn & Band                                      | Grünes Häkchensymbol für ja |                             |
| 2015 | Ein Lied kann eine Brücke sein                                         | Julian David                                                   | Grünes Häkchensymbol für ja |                             |
| 1977 | Ein paar Jeans und meine Gitarre                                       | Holger Thomas                                                  | Grünes Häkchensymbol für ja |                             |
| 1974 | Ein Sommermorgen                                                       | Michael Holm                                                   | Grünes Häkchensymbol für ja | Grünes Häkchensymbol für ja |
| 1972 | Ein Tag mit Maria                                                      | Michael Holm                                                   | Grünes Häkchensymbol für ja | Grünes Häkchensymbol für ja |
| 1972 | Ein Tag mit Maria                                                      | Michelangelo (Liedtitel: Ein Tag mit Maria + A Day with Maria) | Grünes Häkchensymbol für ja | Grünes Häkchensymbol für ja |
| 1971 | Ein verrückter Tag                                                     | Michael Holm                                                   | Grünes Häkchensymbol für ja |                             |
| 1971 | Ein verrückter Tag                                                     | Mike Harder                                                    | Grünes Häkchensymbol für ja |                             |
| 1975 | Eine Reise ohne Wiederkehr                                             | Michael Holm                                                   | Grünes Häkchensymbol für ja | Grünes Häkchensymbol für ja |
| 1977 | Eine Runde im Weltkarussell                                            | Mary Roos                                                      |                             | Grünes Häkchensymbol für ja |
| 1978 | Einer von vielen                                                       | Michael Holm                                                   | Grünes Häkchensymbol für ja | Grünes Häkchensymbol für ja |
| 1999 | Einfacher Mann                                                         | Klostertaler                                                   | Grünes Häkchensymbol für ja |                             |
| 1974 | Einmal kommt ein Mädchen vorbei                                        | Michael Holm                                                   | Grünes Häkchensymbol für ja | Grünes Häkchensymbol für ja |
| 1973 | Einmal Mathilda                                                        | Jürgen Herbst                                                  | Grünes Häkchensymbol für ja |                             |
| 1970 | Einmal werd' ich dich küssen                                           | Martin Mann                                                    | Grünes Häkchensymbol für ja | Grünes Häkchensymbol für ja |
| 1975 | El Matador                                                             | Michael Holm                                                   | Grünes Häkchensymbol für ja | Grünes Häkchensymbol für ja |
| 1972 | El matador / Ich schenk dir mein Geheimnis / Du bist eine unter vielen | Klaus Wunderlich                                               | Grünes Häkchensymbol für ja |                             |
| 1981 | El Zecho und Don Promillo                                              | Heino                                                          | Grünes Häkchensymbol für ja |                             |
| 1980 | Eldorado                                                               | Cusco                                                          |                             | Grünes Häkchensymbol für ja |
| 1981 | Eldorado                                                               | Henner Hoier                                                   |                             | Grünes Häkchensymbol für ja |
| 1972 | Eleanore Rigby                                                         | Peggy March                                                    | Grünes Häkchensymbol für ja | Grünes Häkchensymbol für ja |
| 1991 | Elektrisiert                                                           | Michael Holm                                                   | Grünes Häkchensymbol für ja |                             |
| 1970 | Er kommt nie wieder                                                    | Adriano Celentano                                              | Grünes Häkchensymbol für ja |                             |
| 1975 | Erna                                                                   | Ede and the Pommesfritzes                                      |                             | Grünes Häkchensymbol für ja |
| 1975 | Erna Part II                                                           | Ede and the Pommesfritzes                                      |                             | Grünes Häkchensymbol für ja |
| 1969 | Es gibt nur eine wahre Liebe                                           | Susanne Tremper                                                | Grünes Häkchensymbol für ja |                             |
| 1970 | Es gibt nur eine wahre Liebe                                           | Katja Ebstein                                                  | Grünes Häkchensymbol für ja |                             |
| 1974 | Es gibt nur eine wahre Liebe                                           | Anne-Marie David                                               | Grünes Häkchensymbol für ja |                             |
| 1972 | Es ist schön, bei dir zu sein                                          | Michael Holm                                                   | Grünes Häkchensymbol für ja | Grünes Häkchensymbol für ja |
| 1972 | Es ist schwer, dich zu vergessen                                       | Peggy March                                                    | Grünes Häkchensymbol für ja | Grünes Häkchensymbol für ja |
| 1973 | Es ist so schön bei dir zu sein                                        | Fred Gard                                                      | Grünes Häkchensymbol für ja |                             |
| 1969 | Es könnte möglich sein                                                 | Michael Holm                                                   | Grünes Häkchensymbol für ja |                             |
| 1964 | Es liegt nur an dir                                                    | Michael Holm                                                   | Grünes Häkchensymbol für ja |                             |
| 1973 | Es regnet nie in Kalifornien                                           | Antony                                                         | Grünes Häkchensymbol für ja |                             |
| 1973 | Es regnet nie in Kalifornien                                           | Stein Ingersen                                                 | Grünes Häkchensymbol für ja | Grünes Häkchensymbol für ja |
| 1974 | Es regnet schon die ganze Nacht                                        | Michael Holm                                                   | Grünes Häkchensymbol für ja | Grünes Häkchensymbol für ja |
| 1969 | Es tut weh                                                             | Michael Holm                                                   |                             | Grünes Häkchensymbol für ja |
| 1979 | Every Dream (Is a Bit of a Heartache)                                  | Patty Pravo                                                    |                             | Grünes Häkchensymbol für ja |
| 1973 | Everybody Joins Hands                                                  | Peggy March                                                    |                             | Grünes Häkchensymbol für ja |

## F
| Jahr | Titel                            | Interpret                                                         | Autor                       | Produzent                   |
| ---- | -------------------------------- | ----------------------------------------------------------------- | --------------------------- | --------------------------- |
| 1968 | Fällt ein Stern zur Welt         | Marion                                                            | Grünes Häkchensymbol für ja |                             |
| 1975 | Fang den Regenbogen              | Michael Holm                                                      | Grünes Häkchensymbol für ja | Grünes Häkchensymbol für ja |
| 1975 | Fang den Regenbogen              | Jürgen Drews                                                      | Grünes Häkchensymbol für ja |                             |
| 1973 | Feuer und Eis                    | Jutta Weinhold                                                    | Grünes Häkchensymbol für ja | Grünes Häkchensymbol für ja |
| 1973 | Feuer und Nacht                  | Peggy March                                                       | Grünes Häkchensymbol für ja | Grünes Häkchensymbol für ja |
| 1972 | Fiesta Mexicana                  | Rex Gildo                                                         | Grünes Häkchensymbol für ja |                             |
| 1973 | Fiesta Mexicana                  | Gottfried Böttger                                                 | Grünes Häkchensymbol für ja |                             |
| 1973 | Fiesta Mexicana                  | James Last (Liedtitel: Fiesta Mexicana / Jambalaya / Hey Capello) | Grünes Häkchensymbol für ja |                             |
| 1995 | Fiesta Mexicana                  | Dieter Thomas Kuhn & Band                                         | Grünes Häkchensymbol für ja |                             |
| 1995 | Fiesta Mexicana                  | Tekkno Heart feat. Rex Gildo                                      | Grünes Häkchensymbol für ja |                             |
| 1998 | Fiesta Mexicana                  | Ricky King                                                        | Grünes Häkchensymbol für ja |                             |
| 2007 | Fiesta Mexicana                  | Willi Girmes                                                      | Grünes Häkchensymbol für ja |                             |
| 2015 | Fiesta Mexicana                  | Dennie Christian                                                  | Grünes Häkchensymbol für ja |                             |
| 1987 | Fighting Inca                    | Cusco                                                             |                             | Grünes Häkchensymbol für ja |
| 1989 | Fireshoes                        | Cusco                                                             |                             | Grünes Häkchensymbol für ja |
| 1969 | Fischen                          | Michael Holm & Joachim Heider                                     | Grünes Häkchensymbol für ja |                             |
| 1987 | Flute Battle                     | Cusco                                                             | Grünes Häkchensymbol für ja | Grünes Häkchensymbol für ja |
| 1987 | Flying Condor                    | Cusco                                                             |                             | Grünes Häkchensymbol für ja |
| 2007 | Fox Medley                       | Alpentrio Tirol                                                   | Grünes Häkchensymbol für ja |                             |
| 1972 | Frag mich nie danach             | Peggy March                                                       | Grünes Häkchensymbol für ja | Grünes Häkchensymbol für ja |
| 1977 | Franz-Josef, nimm die Finger weg | Ingrid Steeger                                                    |                             | Grünes Häkchensymbol für ja |
| 1966 | Fräulein Unbekannt               | Mama Betty's Band                                                 | Grünes Häkchensymbol für ja |                             |
| 1976 | Frei geboren                     | Mary Roos                                                         | Grünes Häkchensymbol für ja | Grünes Häkchensymbol für ja |
| 1972 | Frei zu leben                    | Peggy March                                                       | Grünes Häkchensymbol für ja | Grünes Häkchensymbol für ja |
| 1970 | Fremde Augen                     | Bernd Spier                                                       | Grünes Häkchensymbol für ja |                             |
| 1978 | Fremder Mann                     | Mary Roos                                                         |                             | Grünes Häkchensymbol für ja |
| 1968 | Friends                          | The Daisy Clan                                                    | Grünes Häkchensymbol für ja |                             |
| 2007 | Frühstück                        | Michael Holm                                                      | Grünes Häkchensymbol für ja |                             |
| 1977 | Funky Jungle                     | Black Gorilla                                                     |                             | Grünes Häkchensymbol für ja |
| 1970 | Für uns beide                    | Mary Roos                                                         | Grünes Häkchensymbol für ja | Grünes Häkchensymbol für ja |

## G
| Jahr | Titel                                 | Interpret                                 | Autor                       | Produzent                   |
| ---- | ------------------------------------- | ----------------------------------------- | --------------------------- | --------------------------- |
| 1979 | Galapagos                             | Cusco                                     |                             | Grünes Häkchensymbol für ja |
| 1972 | Ganz Paris träumt von der Liebe       | Peggy March                               |                             | Grünes Häkchensymbol für ja |
| 1975 | Gardenia Blue                         | Michael Holm                              | Grünes Häkchensymbol für ja | Grünes Häkchensymbol für ja |
| 1986 | Gefangene der Straße                  | Gunter Gabriel                            |                             | Grünes Häkchensymbol für ja |
| 1975 | Geh' doch heim, Little Girl           | Michael Holm                              | Grünes Häkchensymbol für ja | Grünes Häkchensymbol für ja |
| 1965 | Geh' nicht am Glück vorbei            | Suzanne Doucet                            | Grünes Häkchensymbol für ja |                             |
| 1972 | Geh zu ihm, denn du gehörst mir nicht | Michael Holm                              | Grünes Häkchensymbol für ja |                             |
| 1979 | Geh, wenn du gehen mußt               | Lena Valaitis                             |                             | Grünes Häkchensymbol für ja |
| 1979 | Gelbe Rosen                           | Lena Valaitis                             | Grünes Häkchensymbol für ja |                             |
| 1978 | Genügt nur eine Liebe                 | Mary Roos                                 |                             | Grünes Häkchensymbol für ja |
| 1976 | Gib die Band auf                      | Mary Roos                                 | Grünes Häkchensymbol für ja | Grünes Häkchensymbol für ja |
| 1979 | Gib mir ein wenig Liebe               | Lena Valaitis                             |                             | Grünes Häkchensymbol für ja |
| 1977 | Gimme Dat Banana                      | Black Gorilla                             |                             | Grünes Häkchensymbol für ja |
| 1972 | Gimme Gimme Your Love                 | Michael Holm                              | Grünes Häkchensymbol für ja | Grünes Häkchensymbol für ja |
| 1973 | Giorgio und ich / Giorgio and Me      | Michael Holm                              | Grünes Häkchensymbol für ja | Grünes Häkchensymbol für ja |
| 1973 | Goin' Downtown                        | Love Generation                           | Grünes Häkchensymbol für ja |                             |
| 1973 | Goodbye Marie                         | Martin Mann                               | Grünes Häkchensymbol für ja | Grünes Häkchensymbol für ja |
| 1973 | Gott schuf Frau                       | Peggy March                               |                             | Grünes Häkchensymbol für ja |
| 1974 | Greenville Carolina                   | Peter Held                                | Grünes Häkchensymbol für ja |                             |
| 1969 | Große Mädchen weinen nicht            | Erik Silvester                            | Grünes Häkchensymbol für ja |                             |
| 1998 | Guildo hat euch lieb!                 | Guildo Horn & die Orthopädischen Strümpfe |                             | Grünes Häkchensymbol für ja |
| 1997 | Guildo's Party-Hitmix                 | Guildo Horn & die Orthopädischen Strümpfe | Grünes Häkchensymbol für ja | Grünes Häkchensymbol für ja |
| 1981 | Gypsy Lady                            | Henner Hoier                              |                             | Grünes Häkchensymbol für ja |

## H
| Jahr | Titel                                                          | Interpret                                        | Autor                       | Produzent                   |
| ---- | -------------------------------------------------------------- | ------------------------------------------------ | --------------------------- | --------------------------- |
| 1973 | Hallo Bimmelbahn                                               | Nighttrain                                       | Grünes Häkchensymbol für ja | Grünes Häkchensymbol für ja |
| 2010 | Hallo Bimmelbahn                                               | Boney M. (Liedtitel: Barbra Streisand)           | Grünes Häkchensymbol für ja |                             |
| 2016 | Hallo Bimmelbahn                                               | Collectif Métissé (Liedtitel: Ça nous rend fous) | Grünes Häkchensymbol für ja |                             |
| 1971 | Hallo Lady                                                     | Martin Mann                                      | Grünes Häkchensymbol für ja | Grünes Häkchensymbol für ja |
| 1973 | Halt mich fest                                                 | Hanna Aroni                                      | Grünes Häkchensymbol für ja |                             |
| 1972 | Halte fest, den der dich liebt                                 | Michael Holm                                     | Grünes Häkchensymbol für ja | Grünes Häkchensymbol für ja |
| 1998 | Halte fest, den der dich liebt                                 | Guildo Horn & die Orthopädischen Strümpfe        | Grünes Häkchensymbol für ja | Grünes Häkchensymbol für ja |
| 1973 | Harlem Lady                                                    | Michael Holm                                     | Grünes Häkchensymbol für ja | Grünes Häkchensymbol für ja |
| 1973 | Hasta la vista / Pedro / Das weiss der Himmel allein           | Klaus Wunderlich                                 | Grünes Häkchensymbol für ja |                             |
| 1980 | Helgoland                                                      | Cusco                                            |                             | Grünes Häkchensymbol für ja |
| 1972 | Hello Good-Night                                               | Love and Tears                                   |                             | Grünes Häkchensymbol für ja |
| 1975 | Hello Mama, hello Papa                                         | Michael Holm                                     | Grünes Häkchensymbol für ja | Grünes Häkchensymbol für ja |
| 1970 | Herz                                                           | Mary Roos                                        | Grünes Häkchensymbol für ja | Grünes Häkchensymbol für ja |
| 2006 | Herz aus Gold                                                  | Michael Holm                                     | Grünes Häkchensymbol für ja |                             |
| 1969 | Heut' ist die Welt so schön                                    | Jack White                                       | Grünes Häkchensymbol für ja |                             |
| 1972 | Heut' ist die Welt so schön                                    | Tony Marshall                                    | Grünes Häkchensymbol für ja |                             |
| 1971 | Heut' ist mir alles egal                                       | Martin Mann                                      | Grünes Häkchensymbol für ja | Grünes Häkchensymbol für ja |
| 1972 | Heut' ist mir alles egal / Und die Sonne ist heiß / Meilenweit | Dieter Thomas Heck                               | Grünes Häkchensymbol für ja |                             |
| 1972 | Heut' woll'n wir leben                                         | Martin Mann                                      | Grünes Häkchensymbol für ja | Grünes Häkchensymbol für ja |
| 1972 | Hey Jude                                                       | Peggy March                                      | Grünes Häkchensymbol für ja | Grünes Häkchensymbol für ja |
| 1969 | Hey Magic Girl                                                 | Howard Carpendale                                | Grünes Häkchensymbol für ja |                             |
| 1976 | Hey Music                                                      | Michael Holm                                     | Grünes Häkchensymbol für ja | Grünes Häkchensymbol für ja |
| 1977 | Hey, hey kleine Dana                                           | Holger Thomas                                    | Grünes Häkchensymbol für ja |                             |
| 1973 | Hey, Little Girl                                               | Bata Illic                                       | Grünes Häkchensymbol für ja |                             |
| 1970 | Heya                                                           | Adriano Celentano                                | Grünes Häkchensymbol für ja |                             |
| 1967 | Hier kommt ein Herz für dich                                   | Siw Malmkvist                                    | Grünes Häkchensymbol für ja |                             |
| 1972 | Higher, Higher (Lucy, Light My Fire)                           | Love and Tears                                   |                             | Grünes Häkchensymbol für ja |
| 2014 | Hit-Mix 2014                                                   | Patrick Lindner                                  | Grünes Häkchensymbol für ja |                             |
| 1977 | Hochzeit in Athen                                              | Rex Gildo                                        | Grünes Häkchensymbol für ja |                             |
| 1980 | Hokkaido                                                       | Cusco                                            |                             | Grünes Häkchensymbol für ja |
| 1979 | Hol mich auf deine Insel                                       | Lena Valaitis                                    |                             | Grünes Häkchensymbol für ja |
| 1970 | Honey Honey                                                    | Johnny Tame                                      | Grünes Häkchensymbol für ja |                             |
| 1971 | Hound Dog / Lucille / King Creole                              | Martin Mann                                      | Grünes Häkchensymbol für ja | Grünes Häkchensymbol für ja |
| 1981 | Hurry Home (Hurricane)                                         | 2 plus 1                                         | Grünes Häkchensymbol für ja |                             |

## I
| Jahr | Titel                                              | Interpret                       | Autor                       | Produzent                   |
| ---- | -------------------------------------------------- | ------------------------------- | --------------------------- | --------------------------- |
| 1972 | I Feel the Earth Move                              | Love and Tears                  |                             | Grünes Häkchensymbol für ja |
| 1986 | I Feel, I Feel, I Feel                             | Phyllis Rhodes                  | Grünes Häkchensymbol für ja |                             |
| 1975 | I Love You Because                                 | Michael Holm                    | Grünes Häkchensymbol für ja | Grünes Häkchensymbol für ja |
| 1983 | Ich bin abgebrannt                                 | Tom Forster                     | Grünes Häkchensymbol für ja |                             |
| 1977 | Ich bin ein Spielzeug deiner Launen                | Mary Roos                       |                             | Grünes Häkchensymbol für ja |
| 1977 | Ich bin Mary und nicht Jane                        | Mary Roos                       | Grünes Häkchensymbol für ja | Grünes Häkchensymbol für ja |
| 1972 | Ich bin zuckersüß                                  | France Gall                     | Grünes Häkchensymbol für ja |                             |
| 1977 | Ich danke Dir                                      | Rex Gildo                       | Grünes Häkchensymbol für ja |                             |
| 2007 | Ich freu mich                                      | Michael Holm                    | Grünes Häkchensymbol für ja |                             |
| 1969 | Ich fühl mich glücklich                            | Michaela & Lothar               | Grünes Häkchensymbol für ja |                             |
| 1969 | Ich geb' mir selbst 'ne Party                      | Howard Carpendale               | Grünes Häkchensymbol für ja |                             |
| 1967 | Ich geb' niemals auf                               | Ricky Shayne                    | Grünes Häkchensymbol für ja |                             |
| 1971 | Ich geh' mit dir                                   | Sheila McKinlay                 | Grünes Häkchensymbol für ja |                             |
| 1972 | Ich geh' mit dir                                   | Peggy March                     | Grünes Häkchensymbol für ja | Grünes Häkchensymbol für ja |
| 1975 | Ich geh' mit dir                                   | Tina York                       | Grünes Häkchensymbol für ja |                             |
| 1970 | Ich geh zurück in die Zeit                         | Mary Roos                       | Grünes Häkchensymbol für ja | Grünes Häkchensymbol für ja |
| 1971 | Ich kenn' ein Girl am Zuckerhut                    | Erik Silvester                  | Grünes Häkchensymbol für ja |                             |
| 1969 | Ich liebe dich – so wie du bist                    | France Gall                     | Grünes Häkchensymbol für ja |                             |
| 1964 | Ich möchte wissen, was du denkst                   | Mike und Joe und Die Rebel Guys | Grünes Häkchensymbol für ja |                             |
| 1974 | Ich schenke dir mein Herz                          | Martin Mann                     | Grünes Häkchensymbol für ja | Grünes Häkchensymbol für ja |
| 1969 | Ich seh' die Mädchen gern vorübergehn              | Erik Silvester                  | Grünes Häkchensymbol für ja |                             |
| 1973 | Ich seh in meinem Spiegel, dass ich weine          | Paola                           | Grünes Häkchensymbol für ja |                             |
| 1967 | Ich sprenge alle Ketten                            | Ricky Shayne                    | Grünes Häkchensymbol für ja |                             |
| 1970 | Ich sprenge alle Ketten                            | Martin Mann                     | Grünes Häkchensymbol für ja | Grünes Häkchensymbol für ja |
| 1997 | Ich sprenge alle Ketten                            | Dieter Thomas Kuhn & Band       | Grünes Häkchensymbol für ja |                             |
| 1978 | Ich weiß, du denkst, ich bin ein schlechter Mensch | Michael Holm                    | Grünes Häkchensymbol für ja | Grünes Häkchensymbol für ja |
| 1973 | I'd Love You to Want Me                            | Michael Holm                    |                             | Grünes Häkchensymbol für ja |
| 1972 | If You Go                                          | Mike Holm                       | Grünes Häkchensymbol für ja | Grünes Häkchensymbol für ja |
| 1979 | Il re                                              | Patty Pravo                     |                             | Grünes Häkchensymbol für ja |
| 1973 | I'm a Bum                                          | Spinach                         | Grünes Häkchensymbol für ja | Grünes Häkchensymbol für ja |
| 1970 | In Gedanken                                        | Mary Roos                       | Grünes Häkchensymbol für ja | Grünes Häkchensymbol für ja |
| 1965 | In Gedanken bin ich bei dir                        | The Caravelles                  | Grünes Häkchensymbol für ja |                             |
| 1970 | In Gedanken vereint                                | Love Generation                 | Grünes Häkchensymbol für ja |                             |
| 1987 | Inca Bridges                                       | Cusco                           | Grünes Häkchensymbol für ja | Grünes Häkchensymbol für ja |
| 1987 | Inca Dance                                         | Cusco                           |                             | Grünes Häkchensymbol für ja |
| 1969 | Indianapolis                                       | Howard Carpendale               | Grünes Häkchensymbol für ja |                             |
| 1987 | Insel im Strom                                     | Michael Holm                    | Grünes Häkchensymbol für ja | Grünes Häkchensymbol für ja |
| 1979 | Io che amo                                         | Patty Pravo                     |                             | Grünes Häkchensymbol für ja |
| 1980 | Ireland                                            | Cusco                           | Grünes Häkchensymbol für ja | Grünes Häkchensymbol für ja |
| 1966 | Irgendjemand liebt auch dich                       | Roy Black                       | Grünes Häkchensymbol für ja |                             |
| 1967 | Irgendwo In Mexico                                 | Gerd Böttcher                   | Grünes Häkchensymbol für ja |                             |
| 1970 | Is er een kans                                     | Marianne Rosenberger            | Grünes Häkchensymbol für ja |                             |
| 1970 | Ist es wirklich so?                                | Erik Silvester                  | Grünes Häkchensymbol für ja |                             |

## J
| Jahr | Titel                        | Interpret          | Autor                       | Produzent                   |
| ---- | ---------------------------- | ------------------ | --------------------------- | --------------------------- |
| 2011 | Ja das kannst du             | Die Paldauer       | Grünes Häkchensymbol für ja |                             |
| 1980 | Jamaika Reggae Man           | Lena Valaitis      |                             | Grünes Häkchensymbol für ja |
| 1971 | Jan Hendriks                 | Michael Holm       | Grünes Häkchensymbol für ja | Grünes Häkchensymbol für ja |
| 1989 | Jebel at tarik               | Cusco              |                             | Grünes Häkchensymbol für ja |
| 1975 | Jeder hat einmal eine Chance | Dieter Thomas Heck | Grünes Häkchensymbol für ja | Grünes Häkchensymbol für ja |
| 1967 | Jetzt oder nie               | Nina Lizell        | Grünes Häkchensymbol für ja |                             |
| 1979 | John Paul the Second         | Roberta Kelly      | Grünes Häkchensymbol für ja | Grünes Häkchensymbol für ja |
| 1971 | Judy, I Love You             | Bata Illic         | Grünes Häkchensymbol für ja |                             |
| 1972 | Junge Liebe                  | Martin Mann        | Grünes Häkchensymbol für ja | Grünes Häkchensymbol für ja |

## K
| Jahr | Titel                                   | Interpret                                 | Autor                       | Produzent                   |
| ---- | --------------------------------------- | ----------------------------------------- | --------------------------- | --------------------------- |
| 1980 | Kabaka Shaka                            | Roberta Kelly                             |                             | Grünes Häkchensymbol für ja |
| 1969 | Kap-Horn-Melody                         | Michael Holm & Joachim Heider             | Grünes Häkchensymbol für ja |                             |
| 1977 | Karl-Heinz                              | Opa Dreyer                                | Grünes Häkchensymbol für ja |                             |
| 1973 | Karriere                                | Peggy March                               |                             | Grünes Häkchensymbol für ja |
| 1989 | Keep the Candle Burning                 | Chris Norman                              | Grünes Häkchensymbol für ja | Grünes Häkchensymbol für ja |
| 1972 | Keine Angst vor schönen Mädchen         | Martin Mann                               | Grünes Häkchensymbol für ja | Grünes Häkchensymbol für ja |
| 1965 | Keine Liebe ohne Tränen                 | Renée                                     | Grünes Häkchensymbol für ja |                             |
| 1980 | Kind                                    | Michael Holm                              | Grünes Häkchensymbol für ja |                             |
| 1973 | Kind unsrer Zeit                        | Françoise Hardy                           | Grünes Häkchensymbol für ja | Grünes Häkchensymbol für ja |
| 1977 | Kind unsrer Zeit                        | Mary Roos                                 | Grünes Häkchensymbol für ja |                             |
| 1989 | Kinderkreuzzug                          | Cusco                                     | Grünes Häkchensymbol für ja | Grünes Häkchensymbol für ja |
| 1969 | King on Board                           | Michael Holm & Joachim Heider             | Grünes Häkchensymbol für ja |                             |
| 1975 | Kiss Me, Kiss Your Baby                 | Peppermint                                | Grünes Häkchensymbol für ja | Grünes Häkchensymbol für ja |
| 1972 | Knockin' On Your Door                   | Spinach                                   | Grünes Häkchensymbol für ja | Grünes Häkchensymbol für ja |
| 1972 | Komm auf einen Kuß herüber              | Martin Mann                               |                             | Grünes Häkchensymbol für ja |
| 1972 | Komm in die Stadt                       | Michael Holm                              | Grünes Häkchensymbol für ja | Grünes Häkchensymbol für ja |
| 1974 | Komm in die Stadt                       | Love Generation                           | Grünes Häkchensymbol für ja |                             |
| 1975 | Komm in die Stadt                       | Martin Mann                               | Grünes Häkchensymbol für ja | Grünes Häkchensymbol für ja |
| 1969 | Komm mit                                | Howard Carpendale                         | Grünes Häkchensymbol für ja |                             |
| 1976 | Komm zu mir                             | Mary Roos                                 | Grünes Häkchensymbol für ja | Grünes Häkchensymbol für ja |
| 1971 | Komm, komm, komm                        | Mary Roos                                 | Grünes Häkchensymbol für ja |                             |
| 1997 | Küss mich! (Der Frosch aus dem Märchen) | Guildo Horn & die Orthopädischen Strümpfe |                             | Grünes Häkchensymbol für ja |
| 1975 | Küssen am hellichten Tag                | Martin Mann                               | Grünes Häkchensymbol für ja | Grünes Häkchensymbol für ja |

## L
| Jahr | Titel                                                                    | Interpret            | Autor                       | Produzent                   |
| ---- | ------------------------------------------------------------------------ | -------------------- | --------------------------- | --------------------------- |
| 1980 | La luna                                                                  | Cusco                |                             | Grünes Häkchensymbol für ja |
| 1980 | Lady Jive                                                                | Roberta Kelly        | Grünes Häkchensymbol für ja | Grünes Häkchensymbol für ja |
| 1968 | Lady Love                                                                | Hans Hass jr.        | Grünes Häkchensymbol für ja |                             |
| 1976 | Lady Love                                                                | Michael Holm         | Grünes Häkchensymbol für ja | Grünes Häkchensymbol für ja |
| 1980 | Lampedusa                                                                | Cusco                |                             | Grünes Häkchensymbol für ja |
| 1978 | Las Chapas                                                               | Christian Anders     | Grünes Häkchensymbol für ja |                             |
| 1973 | Lass das Licht in die Welt                                               | Peggy March          |                             | Grünes Häkchensymbol für ja |
| 1976 | Laß dein Herz doch frei                                                  | Michael Holm         | Grünes Häkchensymbol für ja | Grünes Häkchensymbol für ja |
| 1976 | Lass' dich treiben                                                       | Michael Holm         | Grünes Häkchensymbol für ja | Grünes Häkchensymbol für ja |
| 1977 | Lass mich gehn                                                           | Mary Roos            | Grünes Häkchensymbol für ja | Grünes Häkchensymbol für ja |
| 1971 | Laß nicht so viel Zeit vergeh'n                                          | Martin Mann          | Grünes Häkchensymbol für ja | Grünes Häkchensymbol für ja |
| 1968 | Laß uns jeden Tag zusammen träumen                                       | Rex Gildo            | Grünes Häkchensymbol für ja |                             |
| 1972 | Lauf nicht durch die Nacht allein                                        | Liane Covi           | Grünes Häkchensymbol für ja |                             |
| 1980 | Leb wohl                                                                 | Michael Holm         | Grünes Häkchensymbol für ja |                             |
| 1972 | Leg dein Herz nicht in den Eisschrank                                    | Michael Holm         | Grünes Häkchensymbol für ja | Grünes Häkchensymbol für ja |
| 1989 | Leo                                                                      | Cusco                |                             | Grünes Häkchensymbol für ja |
| 1972 | Let It Happen Tonight                                                    | The Daisy Clan       |                             | Grünes Häkchensymbol für ja |
| 1978 | Let's Have a Drink on Love                                               | Tony Bell            |                             | Grünes Häkchensymbol für ja |
| 1970 | Leute wie du, Leute wie ich                                              | Kirsti SparboeKirsti | Grünes Häkchensymbol für ja |                             |
| 1968 | Lieb' mich                                                               | Hans Hass jr.        | Grünes Häkchensymbol für ja |                             |
| 1981 | Liebe braucht Nähe                                                       | Michael Holm         | Grünes Häkchensymbol für ja |                             |
| 1978 | Liebe geht nie verlor'n                                                  | Michael Holm         | Grünes Häkchensymbol für ja | Grünes Häkchensymbol für ja |
| 1974 | Liebe ist die Sonne des Lebens                                           | Ireen Sheer          | Grünes Häkchensymbol für ja |                             |
| 1972 | Liebe ist für alle da                                                    | Ramona               |                             | Grünes Häkchensymbol für ja |
| 1976 | Liebe ist mehr                                                           | Mary Roos            | Grünes Häkchensymbol für ja | Grünes Häkchensymbol für ja |
| 1975 | Liebe ist so wie ein Ring                                                | Michael Holm         | Grünes Häkchensymbol für ja | Grünes Häkchensymbol für ja |
| 1977 | Liebe schenkt dir Illusionen                                             | Thomas Oliver        | Grünes Häkchensymbol für ja |                             |
| 1971 | Lieben ist schöner als träumen                                           | Peggy March          | Grünes Häkchensymbol für ja |                             |
| 1971 | Lieber dich und kein Geld                                                | Ramona               |                             | Grünes Häkchensymbol für ja |
| 1970 | Liebestränen                                                             | Erik Silvester       | Grünes Häkchensymbol für ja |                             |
| 1972 | Liebling                                                                 | Michael Holm         | Grünes Häkchensymbol für ja | Grünes Häkchensymbol für ja |
| 2005 | Liebt euch!                                                              | Michael Holm         | Grünes Häkchensymbol für ja | Grünes Häkchensymbol für ja |
| 1975 | Little Girl                                                              | Olaf Stiletti        | Grünes Häkchensymbol für ja |                             |
| 1980 | Little Mary Joe                                                          | Roberta Kelly        |                             | Grünes Häkchensymbol für ja |
| 1989 | Lonely Rose                                                              | Cusco                | Grünes Häkchensymbol für ja | Grünes Häkchensymbol für ja |
| 1973 | Looky, Looky                                                             | Spinach              | Grünes Häkchensymbol für ja | Grünes Häkchensymbol für ja |
| 1970 | Loopie Loopie                                                            | Gaby Berger          | Grünes Häkchensymbol für ja |                             |
| 1971 | Love a Little Bit (Melinda) / Cecilia / Na Na, Hey Hey, Kiss Him Goodbye | Dieter Thomas Heck   | Grünes Häkchensymbol für ja |                             |
| 1972 | Love Be Good to Me                                                       | The Daisy Clan       |                             | Grünes Häkchensymbol für ja |
| 1972 | Love of Yesterday                                                        | Love and Tears       |                             | Grünes Häkchensymbol für ja |
| 1989 | Lucky Jack                                                               | Cusco                |                             | Grünes Häkchensymbol für ja |

## M
| Jahr | Titel                                           | Interpret                                                    | Autor                       | Produzent                   |
| ---- | ----------------------------------------------- | ------------------------------------------------------------ | --------------------------- | --------------------------- |
| 1976 | Macht doch auf, lasst mich rein                 | Mary Roos                                                    | Grünes Häkchensymbol für ja | Grünes Häkchensymbol für ja |
| 1976 | Macht doch auf, lasst mich rein                 | Michael Holm                                                 | Grünes Häkchensymbol für ja | Grünes Häkchensymbol für ja |
| 1974 | Mädchen komm ganz nah an meine grüne Seite      | Martin Mann                                                  |                             | Grünes Häkchensymbol für ja |
| 2001 | Maddalena 2001 (Du Luder!)                      | Henning & Holm                                               | Grünes Häkchensymbol für ja |                             |
| 2007 | Mal die Welt                                    | Michael Holm                                                 | Grünes Häkchensymbol für ja |                             |
| 1979 | Male bello                                      | Patty Pravo                                                  |                             | Grünes Häkchensymbol für ja |
| 1980 | Mama Chita                                      | 2 plus 1                                                     |                             | Grünes Häkchensymbol für ja |
| 1976 | Manhattan                                       | Michael Holm                                                 | Grünes Häkchensymbol für ja | Grünes Häkchensymbol für ja |
| 1978 | Männer die noch träumen                         | Mary Roos                                                    |                             | Grünes Häkchensymbol für ja |
| 1973 | Manuela                                         | Ingo Ingwersen                                               | Grünes Häkchensymbol für ja |                             |
| 1978 | Marianne                                        | Mary Roos                                                    |                             | Grünes Häkchensymbol für ja |
| 1976 | Marie Helene                                    | Bata Illic                                                   | Grünes Häkchensymbol für ja |                             |
| 1974 | Marie, der letzte Tanz ist nur für dich         | Rex Gildo                                                    | Grünes Häkchensymbol für ja |                             |
| 1974 | Marie, der letzte Tanz ist nur für dich         | Roy Etzel                                                    | Grünes Häkchensymbol für ja |                             |
| 2010 | Marie, der letzte Tanz ist nur für dich         | Captain Cook und seine singenden Saxophone                   | Grünes Häkchensymbol für ja |                             |
| 1977 | Mary Elaine                                     | Tony Bell                                                    | Grünes Häkchensymbol für ja | Grünes Häkchensymbol für ja |
| 1977 | Mehr                                            | Michael Holm                                                 | Grünes Häkchensymbol für ja | Grünes Häkchensymbol für ja |
| 1970 | Mehr und mehr                                   | Martin Mann                                                  | Grünes Häkchensymbol für ja | Grünes Häkchensymbol für ja |
| 1971 | Meilenweit                                      | Martin Mann                                                  | Grünes Häkchensymbol für ja |                             |
| 1991 | Meilenweit muß ich geh'n                        | Martin Mann                                                  | Grünes Häkchensymbol für ja |                             |
| 1970 | Mein Brief an Julie                             | Martin Mann                                                  | Grünes Häkchensymbol für ja | Grünes Häkchensymbol für ja |
| 1969 | Mein erster Kuß                                 | Nina Lizell                                                  | Grünes Häkchensymbol für ja |                             |
| 1970 | Mein Glück ist blau                             | Bata Illic                                                   | Grünes Häkchensymbol für ja |                             |
| 1970 | Mein Herz kann man nicht kaufen                 | France Gall                                                  | Grünes Häkchensymbol für ja |                             |
| 1973 | Mein kleiner Hund heißt Bill                    | Stein Ingersen                                               | Grünes Häkchensymbol für ja | Grünes Häkchensymbol für ja |
| 2013 | Mein Leben für dich                             | Frank Cordes                                                 | Grünes Häkchensymbol für ja |                             |
| 1973 | Mein schönster Tag                              | Peggy March                                                  |                             | Grünes Häkchensymbol für ja |
| 1979 | Mein schönstes Souvenir ist eine Sambakönigin   | Tony Holiday                                                 | Grünes Häkchensymbol für ja |                             |
| 1975 | Mein Zuhause – die Straße                       | Peter Maffay                                                 | Grünes Häkchensymbol für ja |                             |
| 2014 | Meine Augen sind noch blau                      | Michael Holm                                                 | Grünes Häkchensymbol für ja |                             |
| 1969 | Meine Sommerliebe                               | Susanne Tremper                                              | Grünes Häkchensymbol für ja |                             |
| 1979 | Meine Träume                                    | Lena Valaitis                                                | Grünes Häkchensymbol für ja | Grünes Häkchensymbol für ja |
| 1969 | Mendocino                                       | Michael Holm                                                 | Grünes Häkchensymbol für ja |                             |
| 1998 | Mendocino                                       | Ricky King                                                   | Grünes Häkchensymbol für ja |                             |
| 2000 | Mendocino                                       | Zlatko                                                       | Grünes Häkchensymbol für ja |                             |
| 2011 | Mendocino                                       | Kitty Kat (Liedtitel: Keiner kennt meinen Namen (Mendocino)) | Grünes Häkchensymbol für ja |                             |
| 2014 | Mendocino                                       | Die Amigos                                                   | Grünes Häkchensymbol für ja |                             |
| 1971 | Mendocino / Mademoiselle Ninette / Yellow River | Dieter Thomas Heck                                           | Grünes Häkchensymbol für ja |                             |
| 1976 | Merry Christmas                                 | Michael Holm                                                 | Grünes Häkchensymbol für ja | Grünes Häkchensymbol für ja |
| 1989 | Methos                                          | Cusco                                                        |                             | Grünes Häkchensymbol für ja |
| 1978 | Mexican Love Song                               | Mary Roos                                                    | Grünes Häkchensymbol für ja |                             |
| 1973 | Mi dama de España                               | Michael Holm                                                 |                             | Grünes Häkchensymbol für ja |
| 1980 | Miel Masai                                      | Roberta Kelly                                                |                             | Grünes Häkchensymbol für ja |
| 1989 | Milky Way                                       | Cusco                                                        |                             | Grünes Häkchensymbol für ja |
| 1971 | Mon Amour Diane                                 | Michael Holm                                                 | Grünes Häkchensymbol für ja | Grünes Häkchensymbol für ja |
| 1965 | Money Boy                                       | Mary Roos                                                    | Grünes Häkchensymbol für ja |                             |
| 1969 | Money, Money, Money                             | Meteoor Kwartet                                              | Grünes Häkchensymbol für ja |                             |
| 1969 | Monopoly                                        | Manuela                                                      | Grünes Häkchensymbol für ja |                             |
| 1973 | Mony Mony                                       | Nighttrain                                                   | Grünes Häkchensymbol für ja | Grünes Häkchensymbol für ja |
| 1977 | Moody Blue                                      | Thomas Oliver                                                | Grünes Häkchensymbol für ja |                             |
| 1967 | Mr. Strauss                                     | Johnny Schilling                                             | Grünes Häkchensymbol für ja |                             |
| 1973 | Much Too Young                                  | Love and Tears                                               | Grünes Häkchensymbol für ja | Grünes Häkchensymbol für ja |
| 2012 | Mundart Oldies Medley                           | Surprise Band                                                | Grünes Häkchensymbol für ja |                             |
| 1973 | Muny Muny                                       | Spinach                                                      | Grünes Häkchensymbol für ja | Grünes Häkchensymbol für ja |
| 1968 | Muny, Muny, Muny                                | The Daisy Clan                                               | Grünes Häkchensymbol für ja |                             |
| 1969 | Muny, Muny, Muny                                | Giorgio                                                      | Grünes Häkchensymbol für ja |                             |
| 1986 | Musichall                                       | M.H. Crew                                                    | Grünes Häkchensymbol für ja |                             |
| 1977 | Mußt Du jetzt gerade gehen, Lucille?            | Michael Holm                                                 | Grünes Häkchensymbol für ja | Grünes Häkchensymbol für ja |
| 1979 | Mußt Du jetzt gerade gehen, Lucille?            | Jonny Hill                                                   | Grünes Häkchensymbol für ja |                             |
| 1981 | Mußt Du jetzt gerade gehen, Lucille?            | Ralf Paulsen (Liedtitel: Lucille)                            | Grünes Häkchensymbol für ja |                             |
| 1991 | Mußt Du jetzt gerade gehen, Lucille?            | Tom Astor (Liedtitel: Lucille)                               | Grünes Häkchensymbol für ja |                             |
| 1973 | My Lady of Spain                                | Michael Holm                                                 | Grünes Häkchensymbol für ja | Grünes Häkchensymbol für ja |

## N
| Jahr | Titel                                                         | Interpret                     | Autor                       | Produzent                   |
| ---- | ------------------------------------------------------------- | ----------------------------- | --------------------------- | --------------------------- |
| 1977 | 'n Kopf wie 'n Pferd                                          | Rainer Peinlich & U-Bahn      | Grünes Häkchensymbol für ja |                             |
| 1970 | Nächte im Schatten                                            | Michael Holm                  | Grünes Häkchensymbol für ja | Grünes Häkchensymbol für ja |
| 1971 | Nachts scheint die Sonne                                      | Michael Holm                  | Grünes Häkchensymbol für ja |                             |
| 1972 | Nachts scheint die Sonne                                      | Pat Patrick                   | Grünes Häkchensymbol für ja |                             |
| 1972 | Nachts scheint die Sonne / Zeit macht nur vor dem Teufel halt | Dieter Thomas Heck            | Grünes Häkchensymbol für ja |                             |
| 1969 | Nazareth (Folklore)                                           | Michael Holm & Joachim Heider | Grünes Häkchensymbol für ja |                             |
| 1972 | Needles and Pins                                              | Love and Tears                |                             | Grünes Häkchensymbol für ja |
| 1972 | Nein sagt sich so leicht                                      | Peggy March                   |                             | Grünes Häkchensymbol für ja |
| 1979 | New York                                                      | Patty Pravo                   |                             | Grünes Häkchensymbol für ja |
| 1969 | New-York-Melody                                               | Michael Holm & Joachim Heider | Grünes Häkchensymbol für ja |                             |
| 1976 | Nimm' dir nie ein Teufelsweib                                 | Mary Roos                     | Grünes Häkchensymbol für ja | Grünes Häkchensymbol für ja |
| 1982 | North Easter                                                  | Cusco                         |                             | Grünes Häkchensymbol für ja |
| 1966 | Nur aus Schaden wird man klug                                 | Suzanne Doucet                | Grünes Häkchensymbol für ja |                             |
| 1974 | Nur der Spielmann singt sein Lied                             | Michael Holm                  | Grünes Häkchensymbol für ja | Grünes Häkchensymbol für ja |
| 1976 | Nur der Spielmann singt sein Lied                             | Mary Roos                     | Grünes Häkchensymbol für ja | Grünes Häkchensymbol für ja |
| 1974 | Nur ein Kuß Maddalena                                         | Michael Holm                  | Grünes Häkchensymbol für ja | Grünes Häkchensymbol für ja |
| 1974 | Nur ein Kuß Maddalena                                         | Roy Etzel                     | Grünes Häkchensymbol für ja |                             |
| 1978 | Nur im Traum                                                  | Mary Roos                     |                             | Grünes Häkchensymbol für ja |
| 1973 | Nur noch einen Tanz                                           | Peggy March                   |                             | Grünes Häkchensymbol für ja |
| 1972 | Nur Probleme                                                  | Ramona                        | Grünes Häkchensymbol für ja | Grünes Häkchensymbol für ja |

## O
| Jahr | Titel                          | Interpret          | Autor                       | Produzent                   |
| ---- | ------------------------------ | ------------------ | --------------------------- | --------------------------- |
| 1979 | O mein Papa                    | Lena Valaitis      |                             | Grünes Häkchensymbol für ja |
| 1971 | Ob du mich liebst              | Martin Mann        | Grünes Häkchensymbol für ja | Grünes Häkchensymbol für ja |
| 1968 | Oh lala, sie hat rotes Haar    | Erik Silvester     | Grünes Häkchensymbol für ja |                             |
| 2010 | Oh Mamy                        | G.G. Anderson      | Grünes Häkchensymbol für ja |                             |
| 1972 | Oh Oh July                     | Michael Holm       | Grünes Häkchensymbol für ja | Grünes Häkchensymbol für ja |
| 1979 | Oh, Caroline                   | Michael Holm       | Grünes Häkchensymbol für ja |                             |
| 1970 | Ohne Arbeit gibt's keine Liebe | Reiner Schöne      | Grünes Häkchensymbol für ja |                             |
| 1978 | Ohne Pass keine Arbeit         | Michael Holm       | Grünes Häkchensymbol für ja | Grünes Häkchensymbol für ja |
| 1965 | Oho Aha                        | Suzanne Doucet     | Grünes Häkchensymbol für ja |                             |
| 1972 | One Rainy Evening, Caroline    | Michael Holm       | Grünes Häkchensymbol für ja | Grünes Häkchensymbol für ja |
| 1976 | One Way Ticket to Nowhere      | Jackboot           | Grünes Häkchensymbol für ja | Grünes Häkchensymbol für ja |
| 1966 | Only Lonely Me                 | The Mec Op Singers | Grünes Häkchensymbol für ja |                             |
| 1970 | Osaka                          | Jürgen Drews       | Grünes Häkchensymbol für ja |                             |
| 1973 | Other Way Round                | Michael Holm       |                             | Grünes Häkchensymbol für ja |

## P
| Jahr | Titel                             | Interpret       | Autor                       | Produzent                   |
| ---- | --------------------------------- | --------------- | --------------------------- | --------------------------- |
| 1980 | Pacifica                          | Cusco           |                             | Grünes Häkchensymbol für ja |
| 1970 | Pardonne-moi                      | Jürgen Drews    | Grünes Häkchensymbol für ja |                             |
| 1976 | Parfüm Harald                     | Michael Holm    | Grünes Häkchensymbol für ja | Grünes Häkchensymbol für ja |
| 1972 | Party Party                       | Ramona          | Grünes Häkchensymbol für ja |                             |
| 1997 | Party Single Mix                  | Erik Silvester  | Grünes Häkchensymbol für ja |                             |
| 1987 | Pastorale                         | Cusco           | Grünes Häkchensymbol für ja | Grünes Häkchensymbol für ja |
| 1973 | Pedro (Mandolinen um Mitternacht) | Peter Alexander | Grünes Häkchensymbol für ja |                             |
| 1973 | Pedro (Mandolinen um Mitternacht) | Gerd Fitz       | Grünes Häkchensymbol für ja |                             |
| 2010 | Pedro (Mandolinen um Mitternacht) | Patrick Lindner | Grünes Häkchensymbol für ja |                             |
| 1975 | Perdona me (Verzeih' mir)         | Erik Silvester  | Grünes Häkchensymbol für ja |                             |
| 1979 | Perdona me (Verzeih' mir)         | Hein Simons     | Grünes Häkchensymbol für ja |                             |
| 1977 | Pinocchio                         | Mary Roos       |                             | Grünes Häkchensymbol für ja |
| 1989 | Pisces                            | Cusco           |                             | Grünes Häkchensymbol für ja |
| 1982 | Planet Earth Is Blue              | Demis Roussos   | Grünes Häkchensymbol für ja |                             |
| 1977 | Poet der Straße                   | Michael Holm    | Grünes Häkchensymbol für ja | Grünes Häkchensymbol für ja |
| 1968 | Prinz Eugen                       | Siw Malmkvist   | Grünes Häkchensymbol für ja |                             |

## Q
| Jahr | Titel               | Interpret         | Autor                       | Produzent |
| ---- | ------------------- | ----------------- | --------------------------- | --------- |
| 1968 | Que sera carmencita | Howard Carpendale | Grünes Häkchensymbol für ja |           |

## R
| Jahr | Titel                                     | Interpret                            | Autor                       | Produzent                   |
| ---- | ----------------------------------------- | ------------------------------------ | --------------------------- | --------------------------- |
| 1973 | Rab-Da-Da-Dab                             | Martin Mann                          | Grünes Häkchensymbol für ja | Grünes Häkchensymbol für ja |
| 1974 | Radio O.L.D.                              | Ray P.                               | Grünes Häkchensymbol für ja | Grünes Häkchensymbol für ja |
| 1976 | Rainbow                                   | Michael Holm                         | Grünes Häkchensymbol für ja | Grünes Häkchensymbol für ja |
| 1977 | Rainbow                                   | Jürgen Drews (Liedtitel: Regenbogen) | Grünes Häkchensymbol für ja |                             |
| 1969 | Regina Maris Theme                        | Michael Holm & Joachim Heider        | Grünes Häkchensymbol für ja |                             |
| 1973 | Reich' mir die Hand                       | Martin Mann                          | Grünes Häkchensymbol für ja | Grünes Häkchensymbol für ja |
| 1976 | Remember (Walking in the Sand)            | Jackboot                             |                             | Grünes Häkchensymbol für ja |
| 1984 | Rex Gildo Medley                          | Die 6 Viel-Harmoniker                | Grünes Häkchensymbol für ja |                             |
| 2010 | Rex Gildo Medley                          | Tom Mandl                            | Grünes Häkchensymbol für ja |                             |
| 1973 | Rhythm of Love                            | Spinach                              | Grünes Häkchensymbol für ja | Grünes Häkchensymbol für ja |
| 1989 | Ring der Delphine                         | Cusco                                | Grünes Häkchensymbol für ja | Grünes Häkchensymbol für ja |
| 1968 | Rio De Janeiro                            | Patricia Paay                        | Grünes Häkchensymbol für ja |                             |
| 1969 | Rio Samba                                 | Michael Holm & Joachim Heider        | Grünes Häkchensymbol für ja |                             |
| 1973 | Rock and Roll Lullaby                     | Michael Holm                         | Grünes Häkchensymbol für ja | Grünes Häkchensymbol für ja |
| 1972 | Rock and Roll Mama                        | Love and Tears                       |                             | Grünes Häkchensymbol für ja |
| 1980 | Roots Can Be Anywhere                     | Roberta Kelly                        |                             | Grünes Häkchensymbol für ja |
| 1970 | Rosen sagen mehr als tausend schöne Worte | Erik Silvester                       | Grünes Häkchensymbol für ja |                             |
| 1969 | Rosie, Rosie                              | Martin Mann                          | Grünes Häkchensymbol für ja | Grünes Häkchensymbol für ja |
| 1968 | Rot ist die Liebe                         | Anna-Lena                            | Grünes Häkchensymbol für ja |                             |
| 1970 | Rot wie die Kirschen                      | Gaby Berger                          | Grünes Häkchensymbol für ja |                             |
| 1973 | Ruby                                      | Jutta Weinhold                       | Grünes Häkchensymbol für ja | Grünes Häkchensymbol für ja |
| 1974 | Ruby                                      | Michael Holm                         | Grünes Häkchensymbol für ja | Grünes Häkchensymbol für ja |
| 1973 | Ruby Ruby Poly Poly                       | Michael Holm                         | Grünes Häkchensymbol für ja |                             |

## S
| Jahr | Titel                                      | Interpret                                                      | Autor                       | Produzent                   |
| ---- | ------------------------------------------ | -------------------------------------------------------------- | --------------------------- | --------------------------- |
| 1966 | S.O.S. – Herz in Not                       | Michael Holm                                                   | Grünes Häkchensymbol für ja |                             |
| 1979 | Sag' ganz einfach du zu mir                | Lena Valaitis                                                  | Grünes Häkchensymbol für ja | Grünes Häkchensymbol für ja |
| 1979 | Sag' mir, warum bin ich so dumm            | Lena Valaitis                                                  |                             | Grünes Häkchensymbol für ja |
| 1978 | Samba d'amour                              | Mary Roos                                                      | Grünes Häkchensymbol für ja | Grünes Häkchensymbol für ja |
| 1979 | Samba d'amour                              | Tony Holiday                                                   | Grünes Häkchensymbol für ja |                             |
| 1979 | Samba olé Rumba o.k.                       | Tony Holiday                                                   | Grünes Häkchensymbol für ja |                             |
| 1968 | Sambanacht in Trinidad                     | Siw Malmkvist                                                  | Grünes Häkchensymbol für ja |                             |
| 1979 | San Antonio Highway                        | Angela Branca                                                  | Grünes Häkchensymbol für ja |                             |
| 1970 | Sandy                                      | Michael Holm                                                   | Grünes Häkchensymbol für ja |                             |
| 1970 | Santiago                                   | Michael Holm                                                   | Grünes Häkchensymbol für ja | Grünes Häkchensymbol für ja |
| 1976 | Santo Domingo                              | Mary Roos                                                      | Grünes Häkchensymbol für ja | Grünes Häkchensymbol für ja |
| 1978 | Saudade                                    | Michael Holm                                                   | Grünes Häkchensymbol für ja | Grünes Häkchensymbol für ja |
| 1976 | Schenk die Jahre nicht her                 | Mary Roos                                                      |                             | Grünes Häkchensymbol für ja |
| 1976 | Schenk mir einen Platz in deinem Herzen    | Vittorio Casagrande                                            | Grünes Häkchensymbol für ja |                             |
| 1969 | Schlafende Schönheit                       | Michael Holm & Joachim Heider                                  | Grünes Häkchensymbol für ja |                             |
| 2008 | Schlager-Medley II                         | Marc Pircher                                                   | Grünes Häkchensymbol für ja |                             |
| 1969 | Schließ deine Augen und schau in mein Herz | Bata Illic                                                     | Grünes Häkchensymbol für ja |                             |
| 1969 | Schließ deine Augen und schau in mein Herz | Howard Carpendale                                              | Grünes Häkchensymbol für ja |                             |
| 1978 | Schliess mich ein in deinen Traum          | Mary Roos                                                      |                             | Grünes Häkchensymbol für ja |
| 1970 | Schmetterlinge weinen nicht                | Mary Roos                                                      | Grünes Häkchensymbol für ja | Grünes Häkchensymbol für ja |
| 1968 | Schön ist das Leben                        | Anna-Lena                                                      | Grünes Häkchensymbol für ja |                             |
| 1970 | Schuhe so schwer wie Stein                 | Bata Illic                                                     | Grünes Häkchensymbol für ja |                             |
| 1966 | Sentimental Lady                           | Mark Martin                                                    | Grünes Häkchensymbol für ja |                             |
| 1976 | Shit-Parade                                | Hans Werner Olm                                                | Grünes Häkchensymbol für ja |                             |
| 1969 | Sidiyela                                   | Howard Carpendale                                              | Grünes Häkchensymbol für ja |                             |
| 1977 | Sieben Wochen nach Bombay                  | Tom Hagen                                                      | Grünes Häkchensymbol für ja |                             |
| 1972 | Simple Song                                | Love and Tears                                                 |                             | Grünes Häkchensymbol für ja |
| 1970 | Sing nochmal dieses Lied                   | Mary Roos                                                      |                             | Grünes Häkchensymbol für ja |
| 1971 | Sing, wenn du glücklich bist               | Michael Holm                                                   | Grünes Häkchensymbol für ja | Grünes Häkchensymbol für ja |
| 1971 | Sing, wenn du glücklich bist               | Peggy March                                                    | Grünes Häkchensymbol für ja |                             |
| 1980 | Singapore                                  | 2 plus 1                                                       | Grünes Häkchensymbol für ja | Grünes Häkchensymbol für ja |
| 1970 | Skandal um Rosi                            | Erik Silvester                                                 | Grünes Häkchensymbol für ja |                             |
| 1971 | Smog in Frankfurt                          | Michael Holm                                                   | Grünes Häkchensymbol für ja |                             |
| 1970 | So leb' dein Leben                         | Mary Roos                                                      |                             | Grünes Häkchensymbol für ja |
| 1981 | So weit die Füße tragen                    | Michael Holm                                                   | Grünes Häkchensymbol für ja |                             |
| 1973 | So wie du                                  | Stein Ingersen                                                 |                             | Grünes Häkchensymbol für ja |
| 1973 | Sodom und Gomorra                          | Bruce Low                                                      |                             | Grünes Häkchensymbol für ja |
| 1974 | Soleado                                    | Michael Holm                                                   |                             | Grünes Häkchensymbol für ja |
| 1974 | Soleado                                    | Mireille Mathieu (Liedtitel: On ne vit pas sans se dire adieu) | Grünes Häkchensymbol für ja |                             |
| 1989 | Solitude                                   | Cusco                                                          |                             | Grünes Häkchensymbol für ja |
| 2014 | Sommer im Haar                             | Patrick Lindner                                                | Grünes Häkchensymbol für ja |                             |
| 1967 | Sommerblau                                 | Rex Gildo                                                      | Grünes Häkchensymbol für ja |                             |
| 1971 | Son of My Father                           | Giorgio                                                        | Grünes Häkchensymbol für ja |                             |
| 1972 | Son of My Father                           | Chicory Tip                                                    | Grünes Häkchensymbol für ja |                             |
| 1971 | Sonne und Wein                             | Peggy March                                                    | Grünes Häkchensymbol für ja | Grünes Häkchensymbol für ja |
| 1974 | Spanish Boulevard / Paseo español          | Rex Gildo                                                      | Grünes Häkchensymbol für ja |                             |
| 1973 | Splish Splash                              | Michael Holm                                                   | Grünes Häkchensymbol für ja | Grünes Häkchensymbol für ja |
| 1978 | Sprich' mit mir nicht über Liebe           | Michael Holm                                                   | Grünes Häkchensymbol für ja | Grünes Häkchensymbol für ja |
| 1969 | St. Malo-Musette Theme                     | Michael Holm & Joachim Heider                                  | Grünes Häkchensymbol für ja |                             |
| 1971 | Stadt im Meer                              | Michael Holm                                                   | Grünes Häkchensymbol für ja | Grünes Häkchensymbol für ja |
| 1967 | Steak and Cake                             | Johnny Tame                                                    | Grünes Häkchensymbol für ja |                             |
| 1971 | Stop Stop Stop                             | Mon Thys                                                       | Grünes Häkchensymbol für ja |                             |
| 1980 | Straits of Hormuz                          | Cusco                                                          |                             | Grünes Häkchensymbol für ja |
| 1970 | Stuur me geen kaartje                      | Samantha                                                       | Grünes Häkchensymbol für ja |                             |
| 1969 | Sugar – Sugar                              | Marion                                                         | Grünes Häkchensymbol für ja |                             |
| 1970 | Sugar – Sugar                              | Howard Carpendale                                              | Grünes Häkchensymbol für ja |                             |
| 1970 | Sugar Sugar / Heja heja / Cecilia          | Martin Mann                                                    | Grünes Häkchensymbol für ja | Grünes Häkchensymbol für ja |
| 1965 | Summer in Hawaii                           | The Blue Brothers                                              | Grünes Häkchensymbol für ja |                             |
| 1973 | Sunny Mornin'                              | Spinach                                                        | Grünes Häkchensymbol für ja | Grünes Häkchensymbol für ja |
| 1973 | Sunshine Lady                              | Spinach                                                        | Grünes Häkchensymbol für ja | Grünes Häkchensymbol für ja |
| 1977 | Sunshine Lady                              | Michael Holm                                                   | Grünes Häkchensymbol für ja | Grünes Häkchensymbol für ja |
| 1973 | Superman                                   | Michael Holm                                                   | Grünes Häkchensymbol für ja | Grünes Häkchensymbol für ja |
| 1972 | Superstar                                  | Peggy March                                                    |                             | Grünes Häkchensymbol für ja |
| 1968 | Susanna                                    | Erik Silvester                                                 | Grünes Häkchensymbol für ja |                             |
| 1971 | Susi, du klaaner Schwarzfußindianer        | Adam und die Micky's                                           | Grünes Häkchensymbol für ja |                             |

## T
| Jahr | Titel                                                                                                   | Interpret                                                      | Autor                       | Produzent                   |
| ---- | --- | -------------------------------------------------------------- | --------------------------- | --------------------------- |
| 1968 | Tambourine Girl                                                                                         | Patricia Paay                                                  | Grünes Häkchensymbol für ja |                             |
| 1998 | Tanz den Horn!                                                                                          | Guildo Horn & die Orthopädischen Strümpfe                      | Grünes Häkchensymbol für ja | Grünes Häkchensymbol für ja |
| 2010 | Tausend Lügen                                                                                           | Michael Holm                                                   | Grünes Häkchensymbol für ja |                             |
| 1976 | Tausend Träume                                                                                          | Rex Gildo                                                      | Grünes Häkchensymbol für ja |                             |
| 1971 | That's Right                                                                                            | Michael Holm                                                   | Grünes Häkchensymbol für ja | Grünes Häkchensymbol für ja |
| 1989 | The Fox and the Lady                                                                                    | Cusco                                                          |                             | Grünes Häkchensymbol für ja |
| 1972 | The Lion Sleeps Tonight / I'd Like to Teach the World to Sing / Son or My Father / Beg, Steal or Borrow | Klaus Wunderlich                                               | Grünes Häkchensymbol für ja |                             |
| 1979 | The Lonely Leguan                                                                                       | Cusco                                                          |                             | Grünes Häkchensymbol für ja |
| 1977 | There's No Deal with the Time                                                                           | Tony Bell                                                      |                             | Grünes Häkchensymbol für ja |
| 1974 | Ticket nach Memphis                                                                                     | Jutta Weinhold                                                 | Grünes Häkchensymbol für ja | Grünes Häkchensymbol für ja |
| 1979 | Tie a Ribbon Round My Soul                                                                              | Patty Pravo                                                    |                             | Grünes Häkchensymbol für ja |
| 2002 | To Be or Not to Be                                                                                      | Zarah                                                          | Grünes Häkchensymbol für ja |                             |
| 1977 | Tony Bell                                                                                               | Mary Roos                                                      | Grünes Häkchensymbol für ja | Grünes Häkchensymbol für ja |
| 1974 | Tränen lügen nicht                                                                                      | Michael Holm                                                   | Grünes Häkchensymbol für ja | Grünes Häkchensymbol für ja |
| 1974 | Tränen lügen nicht                                                                                      | Howard Carpendale                                              | Grünes Häkchensymbol für ja |                             |
| 1975 | Tränen lügen nicht                                                                                      | Hermann Hoffmann (Liedtitel: Tränen lügen nicht (Meine Herta)) | Grünes Häkchensymbol für ja |                             |
| 1975 | Tränen lügen nicht                                                                                      | Heinz Schachtner                                               | Grünes Häkchensymbol für ja |                             |
| 1990 | Tränen lügen nicht                                                                                      | Günther Stern                                                  | Grünes Häkchensymbol für ja |                             |
| 1994 | Tränen lügen nicht                                                                                      | Dieter Thomas Kuhn & Band                                      | Grünes Häkchensymbol für ja |                             |
| 1994 | Tränen lügen nicht                                                                                      | Roger Whittaker                                                | Grünes Häkchensymbol für ja |                             |
| 1996 | Tränen lügen nicht                                                                                      | Kastelruther Spatzen                                           | Grünes Häkchensymbol für ja |                             |
| 2002 | Tränen lügen nicht                                                                                      | DMP feat. Michael Holm                                         | Grünes Häkchensymbol für ja |                             |
| 2008 | Tränen lügen nicht                                                                                      | Patrick Koller                                                 | Grünes Häkchensymbol für ja |                             |
| 2009 | Tränen lügen nicht                                                                                      | Antonia aus Tirol                                              | Grünes Häkchensymbol für ja |                             |
| 2009 | Tränen lügen nicht                                                                                      | Michael Hirte                                                  | Grünes Häkchensymbol für ja |                             |
| 2014 | Tränen lügen nicht                                                                                      | Nino de Angelo                                                 | Grünes Häkchensymbol für ja |                             |
| 2015 | Tränen lügen nicht                                                                                      | Ina Colada                                                     | Grünes Häkchensymbol für ja |                             |
| 1977 | Träume haben ihren Preis                                                                                | Michael Holm                                                   | Grünes Häkchensymbol für ja | Grünes Häkchensymbol für ja |
| 1978 | Traum-Hotel                                                                                             | Michael Holm                                                   | Grünes Häkchensymbol für ja | Grünes Häkchensymbol für ja |
| 1979 | Tribute to Love                                                                                         | Roberta Kelly                                                  | Grünes Häkchensymbol für ja | Grünes Häkchensymbol für ja |
| 1972 | Tu sei mio padre                                                                                        | Giorgio                                                        | Grünes Häkchensymbol für ja |                             |
| 1987 | Tupac Amaru                                                                                             | Cusco                                                          |                             | Grünes Häkchensymbol für ja |
| 1977 | Tu's nicht, Jenny                                                                                       | Christian Anders                                               | Grünes Häkchensymbol für ja |                             |
| 1970 | Tut denn das so weh?                                                                                    | Mary Roos                                                      |                             | Grünes Häkchensymbol für ja |
| 1969 | Typisch Mann                                                                                            | Nina Lizell                                                    | Grünes Häkchensymbol für ja |                             |

## U
| Jahr | Titel                         | Interpret     | Autor                       | Produzent                   |
| ---- | ----------------------------- | ------------- | --------------------------- | --------------------------- |
| 1977 | Und die Gitarre weint wie ich | Peggy March   | Grünes Häkchensymbol für ja |                             |
| 1972 | Und ich sagte Ade             | Michael Holm  | Grünes Häkchensymbol für ja |                             |
| 1973 | Und ich sagte Ade             | Peggy March   |                             | Grünes Häkchensymbol für ja |
| 1980 | Unless We're Gonna Change It  | Roberta Kelly |                             | Grünes Häkchensymbol für ja |
| 1980 | Unser Leben                   | Jürgen Marcus | Grünes Häkchensymbol für ja |                             |

## V
| Jahr | Titel                | Interpret         | Autor                       | Produzent |
| ---- | -------------------- | ----------------- | --------------------------- | --------- |
| 1974 | Vater und Sohn       | Peter Alexander   | Grünes Häkchensymbol für ja |           |
| 1989 | Venus                | Cusco             | Grünes Häkchensymbol für ja |           |
| 1970 | Vera, Vera           | Erik Silvester    | Grünes Häkchensymbol für ja |           |
| 1973 | Veracruz             | Rex Gildo         | Grünes Häkchensymbol für ja |           |
| 1966 | Vergessen ist schwer | Anna-Lena Löfgren | Grünes Häkchensymbol für ja |           |

## W
| Jahr | Titel                                          | Interpret                                 | Autor                       | Produzent                   |
| ---- | ---------------------------------------------- | ----------------------------------------- | --------------------------- | --------------------------- |
| 1974 | Wann kommt der Morgen                          | Peter Maffay                              | Grünes Häkchensymbol für ja |                             |
| 1977 | Wann werd ich dich wieder sehn                 | Mary Roos                                 | Grünes Häkchensymbol für ja | Grünes Häkchensymbol für ja |
| 1981 | Warsaw Nights                                  | 2 plus 1                                  | Grünes Häkchensymbol für ja | Grünes Häkchensymbol für ja |
| 1975 | Wart' auf mich (Du, wenn ich dich verlier')    | Michael Holm                              | Grünes Häkchensymbol für ja | Grünes Häkchensymbol für ja |
| 2012 | Wart' auf mich (Du, wenn ich dich verlier')    | Dieter Thomas Kuhn & Band                 | Grünes Häkchensymbol für ja |                             |
| 1964 | Warum ruft er nicht an                         | Ulla Norden                               | Grünes Häkchensymbol für ja |                             |
| 1971 | Warum träumen                                  | Michael Holm                              | Grünes Häkchensymbol für ja | Grünes Häkchensymbol für ja |
| 1978 | Warum träumen                                  | Thomas Oliver                             | Grünes Häkchensymbol für ja |                             |
| 1977 | Was bilden sich die Männer ein                 | Ingrid Steeger                            |                             | Grünes Häkchensymbol für ja |
| 2001 | Was doch die Liebe alles kann                  | Géraldine Olivier                         | Grünes Häkchensymbol für ja |                             |
| 1971 | Was ein Mann alles kann                        | Martin Mann                               |                             | Grünes Häkchensymbol für ja |
| 1970 | Was hat nur die Zeit aus uns'rem Glück gemacht | Mary Roos                                 | Grünes Häkchensymbol für ja |                             |
| 1978 | Was ist denn schon dabei                       | Mary Roos                                 |                             | Grünes Häkchensymbol für ja |
| 1970 | Wat ik wens voor jou                           | Marva                                     | Grünes Häkchensymbol für ja |                             |
| 1979 | Weil du mich verstehst                         | Lena Valaitis                             | Grünes Häkchensymbol für ja | Grünes Häkchensymbol für ja |
| 1972 | Weine nicht wenn du einsam bist                | Peter Beil                                | Grünes Häkchensymbol für ja |                             |
| 1971 | Weinen ist Silber, lachen ist Gold             | Ramona                                    | Grünes Häkchensymbol für ja | Grünes Häkchensymbol für ja |
| 1973 | Weißt du nicht, daß mir dein Herz gehört       | Nick Oliver                               | Grünes Häkchensymbol für ja |                             |
| 1972 | Weißt du schon?                                | Michelangelo                              |                             | Grünes Häkchensymbol für ja |
| 1969 | Weit, weit, weit                               | Marion                                    | Grünes Häkchensymbol für ja |                             |
| 1982 | We'll Put The World Together Again             | Tony Willé & Marco Bakker                 | Grünes Häkchensymbol für ja |                             |
| 1976 | Wenn dein Herz spricht                         | Michael Holm                              | Grünes Häkchensymbol für ja | Grünes Häkchensymbol für ja |
| 1970 | Wenn der Sommer kommt                          | Mon Thys                                  | Grünes Häkchensymbol für ja |                             |
| 2014 | Wenn der Sommer kommt                          | Tom Mandl                                 | Grünes Häkchensymbol für ja |                             |
| 1979 | Wenn die Zukunft beginnt                       | Michael Holm                              | Grünes Häkchensymbol für ja | Grünes Häkchensymbol für ja |
| 1972 | Wenn du gehst                                  | Michael Holm                              | Grünes Häkchensymbol für ja |                             |
| 1972 | Wenn du gehst                                  | Ramona                                    | Grünes Häkchensymbol für ja |                             |
| 1966 | Wenn du weinst                                 | Anna-Lena Löfgren                         | Grünes Häkchensymbol für ja |                             |
| 1975 | Wenn ein Mann ein Mädchen liebt                | Michael Holm                              | Grünes Häkchensymbol für ja | Grünes Häkchensymbol für ja |
| 1998 | Wenn ich einen Tag ein Mädchen wär             | Guildo Horn & die Orthopädischen Strümpfe |                             | Grünes Häkchensymbol für ja |
| 1971 | Wenn ich nur ein Maler wär'                    | Michael Holm                              | Grünes Häkchensymbol für ja | Grünes Häkchensymbol für ja |
| 1996 | Wenn ich nur ein Trucker wär                   | Gunter Gabriel & Linda Feller             | Grünes Häkchensymbol für ja |                             |
| 1977 | Wenn irgendwer irgendwann von dir geht         | Michael Holm                              | Grünes Häkchensymbol für ja | Grünes Häkchensymbol für ja |
| 1977 | Wenn Irland erwacht                            | Mary Roos                                 | Grünes Häkchensymbol für ja | Grünes Häkchensymbol für ja |
| 1967 | Wenn sich der Wind auch dreht                  | Gerd Böttcher                             | Grünes Häkchensymbol für ja |                             |
| 1973 | Wenn wilde Schwäne flieh'n                     | Françoise Hardy                           | Grünes Häkchensymbol für ja |                             |
| 1965 | Wer fürchtet sich vor'm schwarzen Mann         | Petra Prinz                               | Grünes Häkchensymbol für ja |                             |
| 1969 | Wer Liebe sucht (der muss auch Liebe geben)    | Marion Maerz                              | Grünes Häkchensymbol für ja |                             |
| 1970 | Wer Liebe sucht (der muss auch Liebe geben)    | Marianne Rosenberg                        | Grünes Häkchensymbol für ja |                             |
| 1986 | Wer Liebe sucht (der muss auch Liebe geben)    | Tina York                                 | Grünes Häkchensymbol für ja |                             |
| 1993 | Wer Liebe sucht (der muss auch Liebe geben)    | Tom Astor & Claudia Jung                  | Grünes Häkchensymbol für ja |                             |
| 1998 | Wer Liebe sucht (der muss auch Liebe geben)    | Dieter Thomas Kuhn & Band                 | Grünes Häkchensymbol für ja |                             |
| 1977 | Wer lügt, gewinnt                              | Michael Holm                              | Grünes Häkchensymbol für ja | Grünes Häkchensymbol für ja |
| 1966 | Wer wird der Nächste sein                      | Gerd Böttcher                             | Grünes Häkchensymbol für ja |                             |
| 1974 | When a Child Is Born                           | Michael Holm                              | Grünes Häkchensymbol für ja | Grünes Häkchensymbol für ja |
| 1974 | When a Child Is Born                           | Howard Carpendale                         | Grünes Häkchensymbol für ja |                             |
| 1976 | When a Child Is Born                           | One Hundred Ton and a Feather             | Grünes Häkchensymbol für ja |                             |
| 1987 | When a Child Is Born                           | Demis Roussos                             | Grünes Häkchensymbol für ja |                             |
| 1964 | When He Holds Me Tight                         | Suzanne Doucet                            | Grünes Häkchensymbol für ja |                             |
| 1973 | Wie ein Traum                                  | Stein Ingersen                            | Grünes Häkchensymbol für ja | Grünes Häkchensymbol für ja |
| 1964 | Wie geht's                                     | Mike und Joe und Die Rebel Guys           | Grünes Häkchensymbol für ja | Grünes Häkchensymbol für ja |
| 1966 | Wie geht's                                     | John Lamers (Liedtitel: Weet jij)         | Grünes Häkchensymbol für ja |                             |
| 1971 | Wie geht's / Eine Million / Lilly              | Martin Mann                               | Grünes Häkchensymbol für ja |                             |
| 1973 | Will You Know Me?                              | Peggy March                               |                             | Grünes Häkchensymbol für ja |
| 1981 | Wir                                            | Michael Holm                              | Grünes Häkchensymbol für ja | Grünes Häkchensymbol für ja |
| 1977 | Wir haben die Zigaretten geteilt               | Michael Holm                              | Grünes Häkchensymbol für ja | Grünes Häkchensymbol für ja |
| 2008 | Witches! Witches! Rest Now in the Fire         | Get Well Soon                             | Grünes Häkchensymbol für ja |                             |
| 1997 | Wunder gibt es immer wieder                    | Guildo Horn & die Orthopädischen Strümpfe |                             | Grünes Häkchensymbol für ja |

## Y
| Jahr | Titel      | Interpret   | Autor                       | Produzent                   |
| ---- | ---------- | ----------- | --------------------------- | --------------------------- |
| 1974 | Young Love | Ramona Wulf | Grünes Häkchensymbol für ja | Grünes Häkchensymbol für ja |

## Z
| Jahr | Titel                          | Interpret    | Autor                       | Produzent                   |
| ---- | ------------------------------ | ------------ | --------------------------- | --------------------------- |
| 1972 | Zeig mir den Weg ins Glück     | Peggy March  |                             | Grünes Häkchensymbol für ja |
| 1979 | Zigeunermädchen                | Michael Holm | Grünes Häkchensymbol für ja |                             |
| 1966 | Zu jung um ohne Wunsch zu sein | Heiko Henss  | Grünes Häkchensymbol für ja |                             |
| 1977 | Zuviel Rauch in diesem Raum    | Michael Holm | Grünes Häkchensymbol für ja | Grünes Häkchensymbol für ja |